# Labridae
Labres, Labridés
Famille
Les Labridae, ou communément nommés les Labres, représentent une vaste famille de poissons avec plus de 500 espèces distinctes. Ils constituent la deuxième plus grande famille des poissons marins et la troisième plus importante famille de l'ordre des Perciformes.

## Description

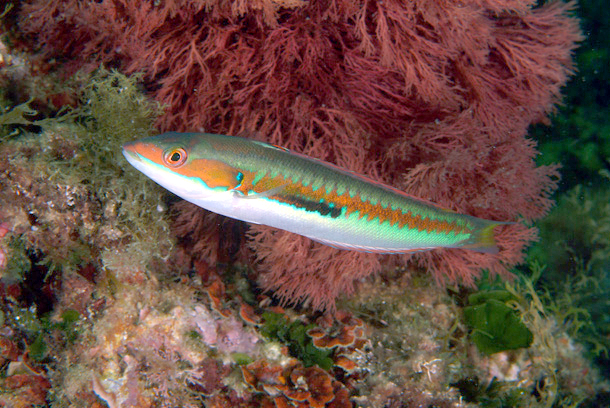
La girelle commune ou royale (Coris julis) est le labre le plus commun de Méditerranée.

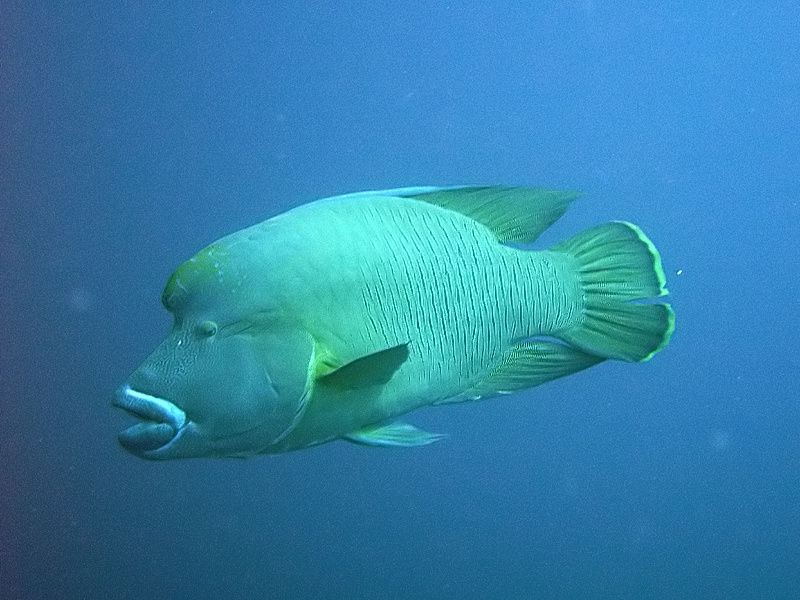
Le Napoléon (Cheilinus undulatus) est le plus gros labridé actuel, pouvant mesurer jusqu'à 2.3 m et près de 200 kg.

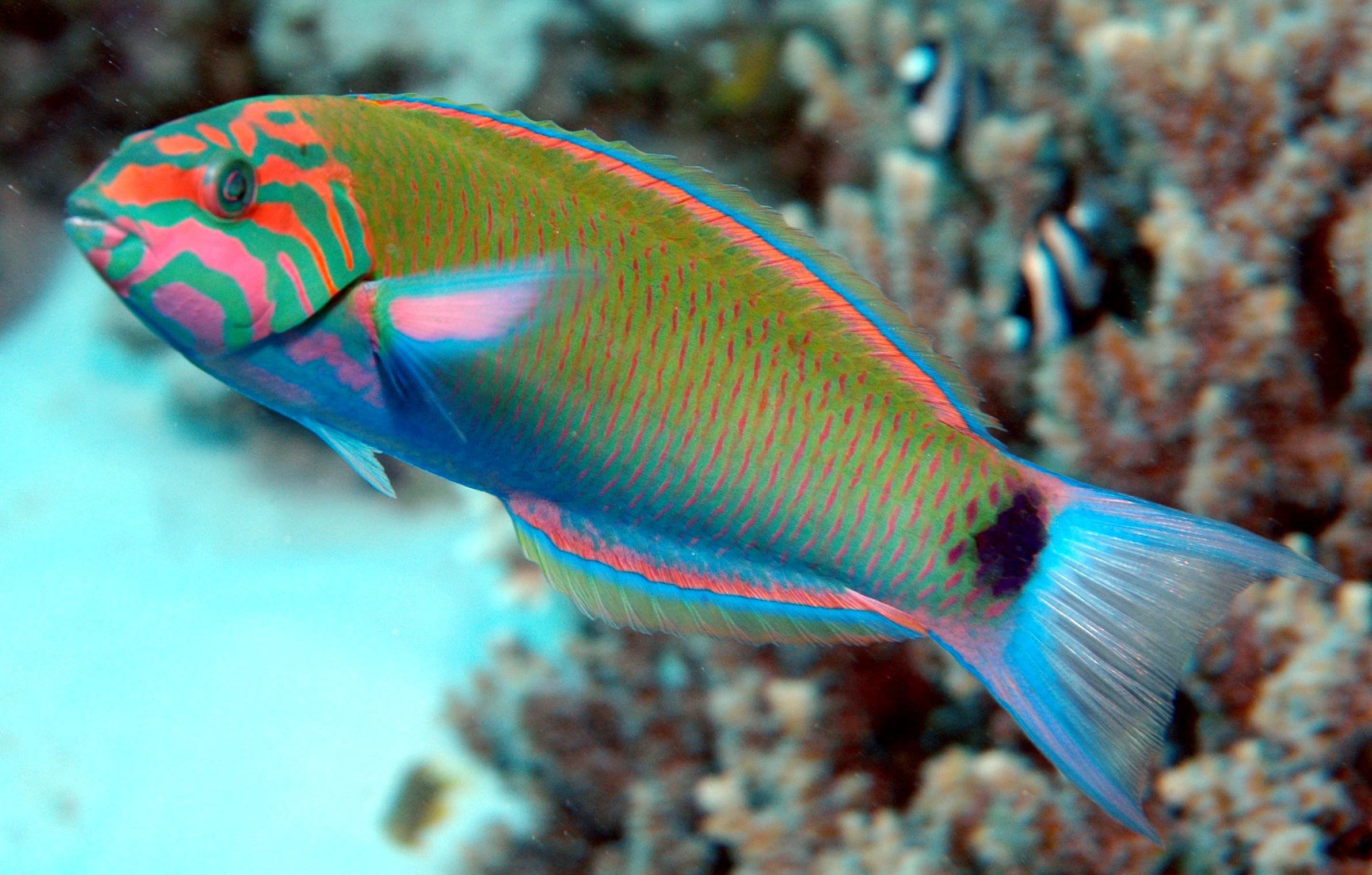
Thalassoma lunare

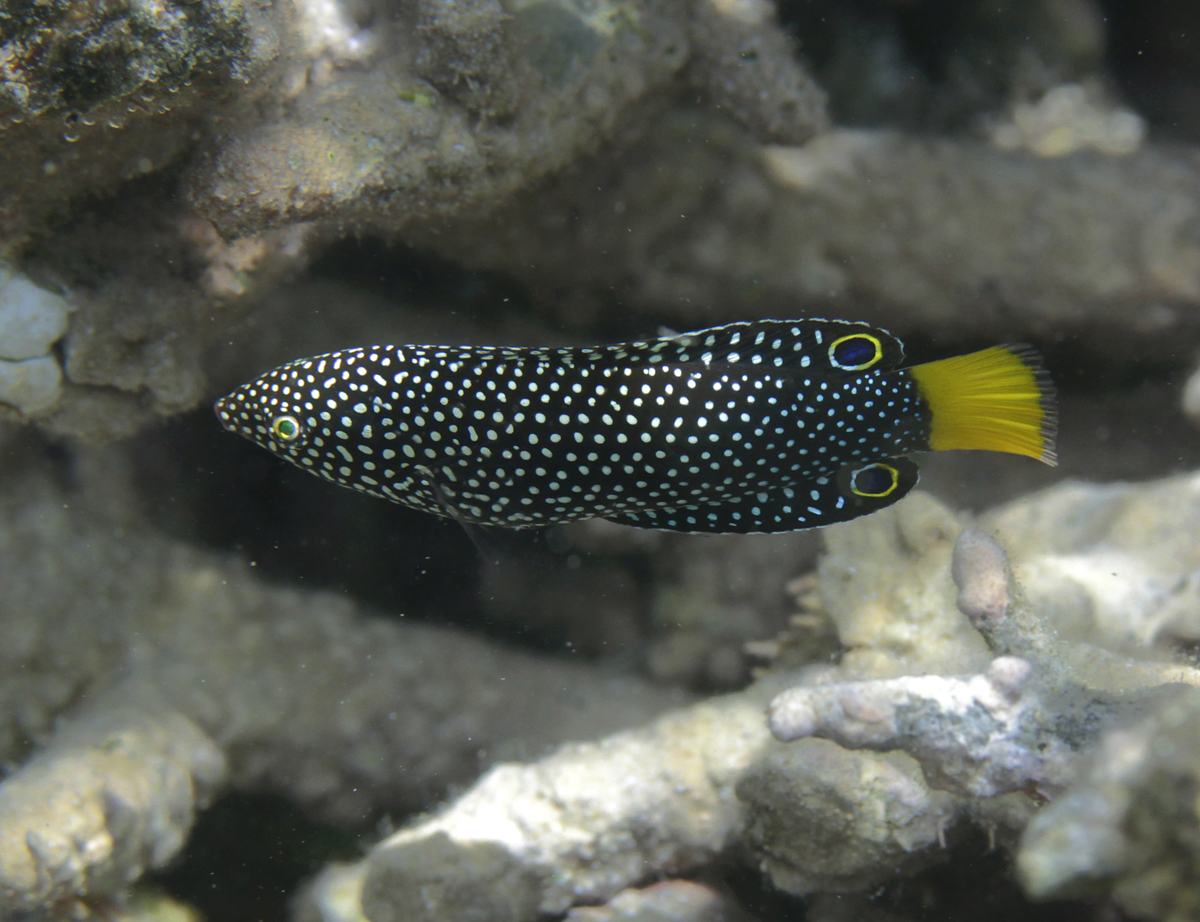
Anampses meleagrides juvénile

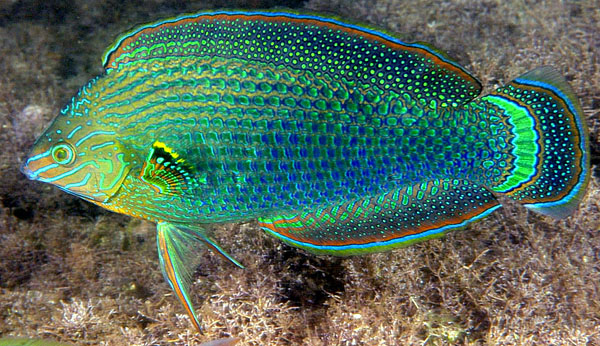
Halichoeres marginatus

Ce nombre important d'espèces de labres offre une incroyable diversité de colorations, de formes et de tailles avec des variations géographiques possibles entre certains individus de la même espèce.
Les diverses livrées sont souvent extrêmement variées en couleurs et en motifs. En outre, à l'image des poissons-perroquets beaucoup de labres évoluent au cours de leur existence en fonction de leur maturité et de leur rang au sein du groupe.
Ces évolutions peuvent être considérées en différentes phases (juvénile, intermédiaire ou initiale et terminale). À chacune d'entre elles, des modifications  morphologiques (taille, forme et couleur) ont lieu. L’ensemble de ces variations de livrée durant l'existence d'un labre rend particulièrement difficile l’identification entre les espèces, le risque de confusion est grand et ce même pour les spécialistes. Durant la phase juvénile, les colorations dominantes peuvent varier du jaune vif à l'orange en passant par des couleurs ternes comme le gris et le brun avec des motifs liés au camouflage. En phase intermédiaire ou initiale, le Labre, est à la fois mâle et femelle, est adulte mais subordonné aux individus dominants et il est donc plus petit avec des couleurs ternes et des motifs cryptiques.
Par contre, en phase terminale, selon l'espèce, le poisson peut changer de sexe, modifier sa taille et sa livrée. Cette dernière devient un élément visuel distinctif au sein du groupe et est très colorée avec des teintes rouges, jaunes, vertes, bleues, et noires.
Il n'existe pas de réel profil type pour décrire les labres tant les espèces et les genres sont diversifiés au sein de cette famille. Ainsi, les Labres-rasoirs ont un corps fortement comprimé, alors que les membres des genres Cheilinus, Choerodon et beaucoup de Bodianus sont grands et trapus. Toutefois, nombre de labres sont de forme allongée et effilée aux extrémités rappelant un peu un cigare.
Suivant les formes, certaines appellations vernaculaires sont parfois privilégiées : « girelles » pour les petites espèces effilées, « vieilles » ou « tamarins » pour les grandes espèces comprimées latéralement... Ce nom pouvant changer suivant l'âge, puisque la silhouette de nombreuses espèces évolue considérablement au cours de leur vie. « Labre » reste le nom par défaut, employé pour des espèces aux morphologies très variées.
Une des particularités de la plupart des labres est d’avoir des lèvres charnues nettement apparentes sur le museau, d’où vient leur nom vernaculaire et celui du premier genre décrit (Labrus), le mot « labrum » signifiant lèvre en latin.
La majorité des labres sont de petite taille, souvent inférieure à 20 cm. Le plus petit représentant de la famille, le « labre minuscule » (Minilabrus striatus), ne dépasse pas 6 cm de long. Le plus grand des labres est le Napoléon (Cheilinus undulatus) qui peut mesurer jusqu'à 2,30 m de long pour 190 kg.
La plupart des Labridae possèdent des dents pharyngiennes.

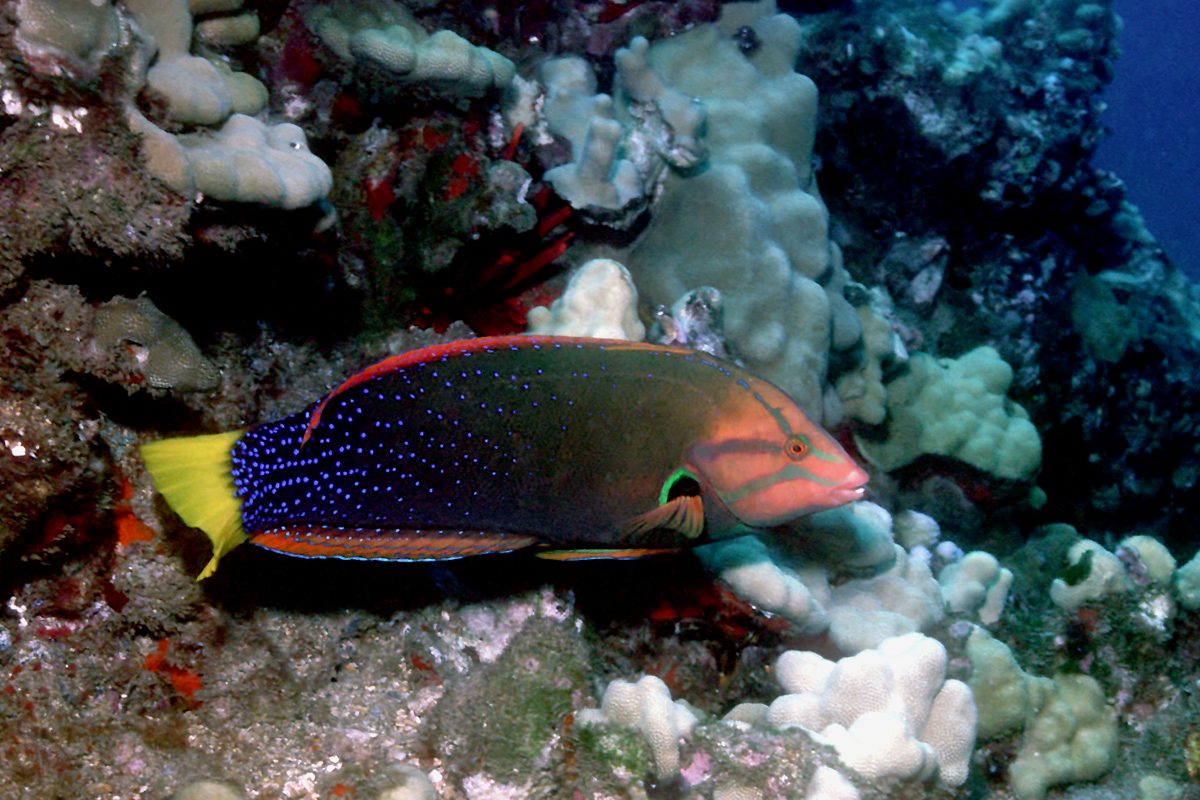
Coris gaimard
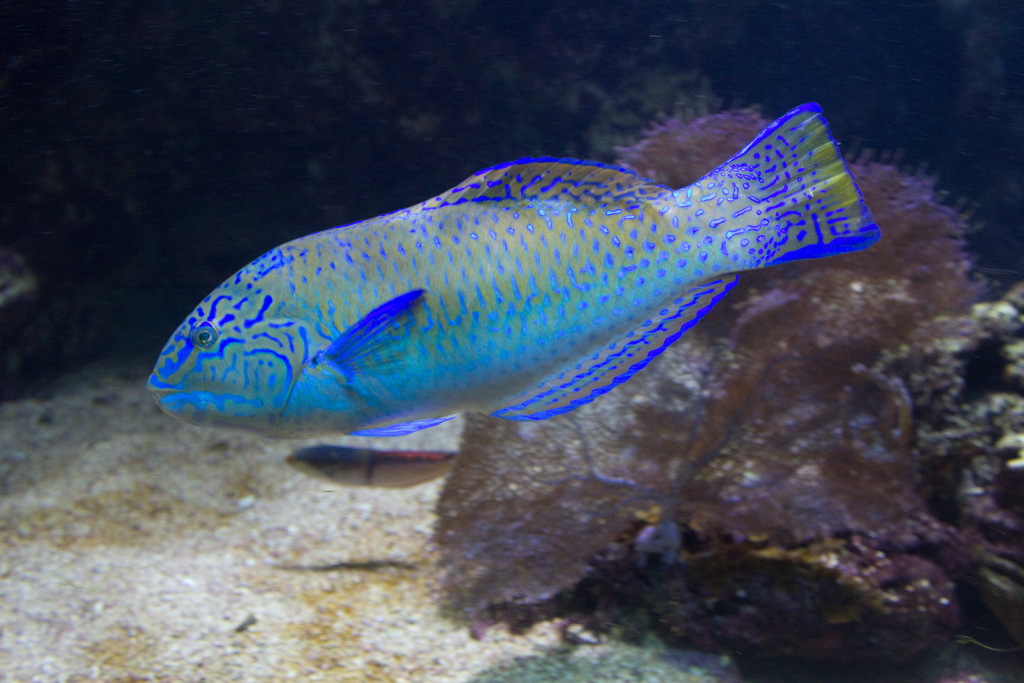
Halichoeres radiatus
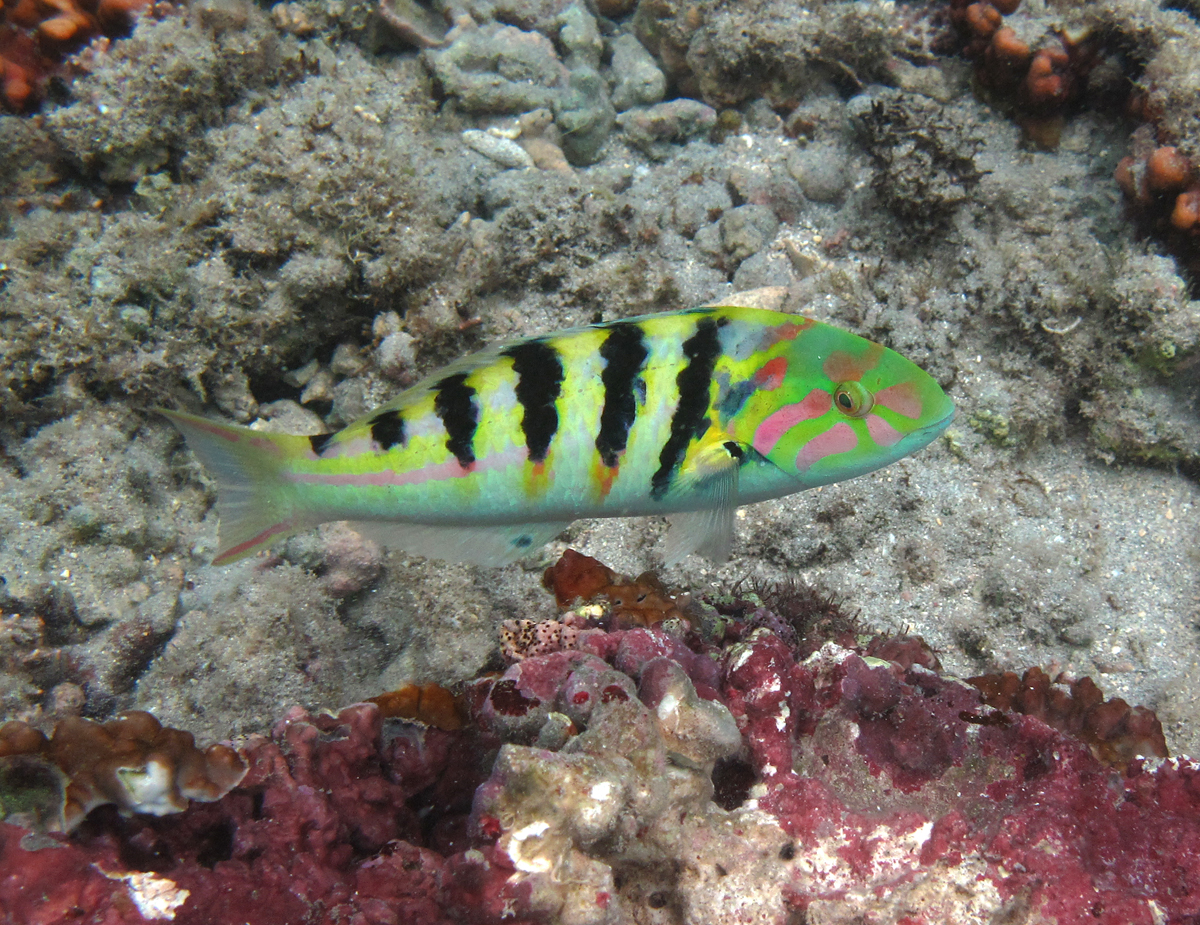
Thalassoma hardwicke
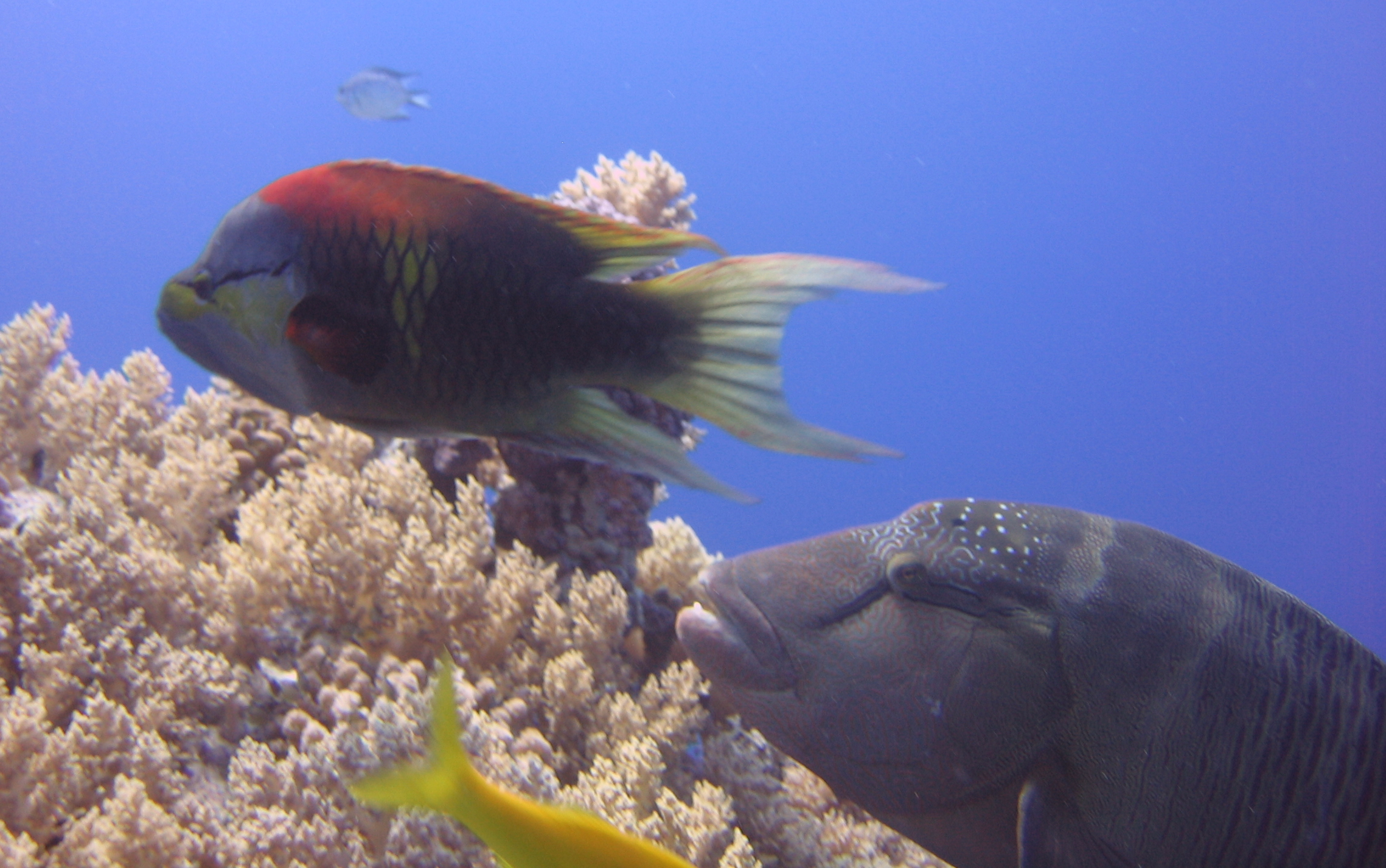
Labre traître (Epibulus insidiator, gauche) et Napoléon (Cheilinus undulatus, droite)

## Comportement
Tous les Labridae ont une activité diurne.
Un certain nombre de labres vivent sur la base d'un système social complexe : le harem. La vision joue un rôle important dans la vie des labres car ils s'en servent pour trouver leur nourriture et distinguer le rang de leurs congénères dans le harem.
Certaines espèces s'enfouissent dans le sable, lorsque la température de l'eau descend la nuit ou l'hiver, pour échapper au froid mais aussi aux éventuels prédateurs.[réf. souhaitée]
Les labridae évoluent dans l'eau principalement à l'aide de leurs nageoires pectorales ce qui donne parfois l'impression qu'ils progressent par « bonds ». En cas de danger pour prendre rapidement la fuite, ils utilisent leur nageoire caudale.
En phase de recherche de nourriture, les Labridae sont solitaires ou en groupes, mais ils peuvent aussi suivre un plus gros poisson, qui lorsqu'il déplacera le substrat, pourra mettre au jour certains crustacés.

### Alimentation
La majorité des espèces, carnivores, cherchent de petits animaux en fouillant le fond et les parois rocheuses mais d’autres sont planctonivores.
Selon l'espèce, les labres peuvent ainsi être carnivores, omnivores ou herbivores leurs menus pouvant être constitué de poissons, de mollusques, de vers, de crustacés, de coraux, d'échinodermes, de plancton ou de différents types de végétation sous-marine.

### Reproduction

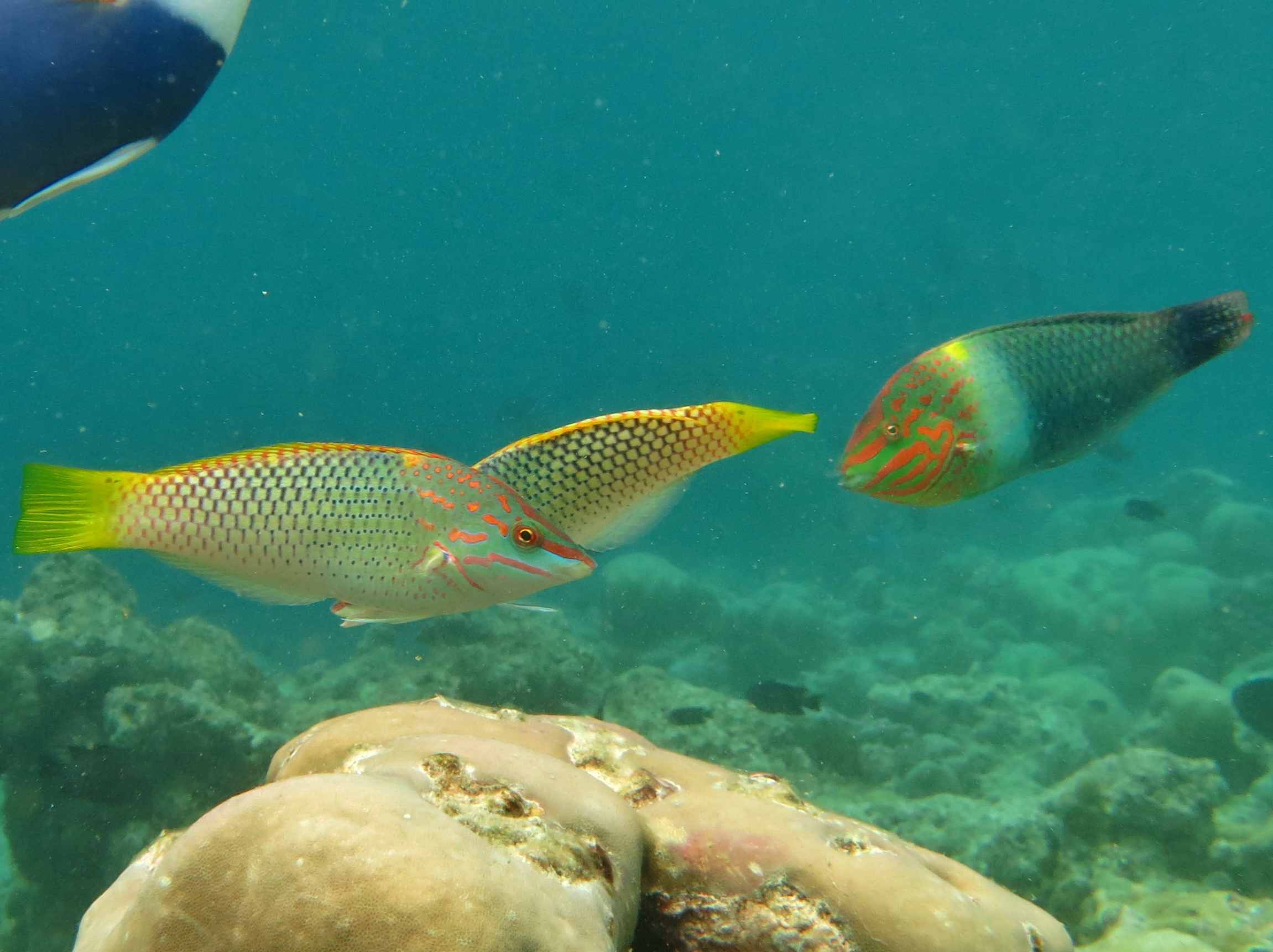
Halichoeres hortulanus (mâle et femelles)

Le particularisme sexuel est de règle chez les labres tout comme chez leurs proches parents les poissons-perroquets et les poissons-clowns.
Il existe plusieurs cas de figures dont voici les plus fréquents :
- Le premier cas est lié à une métamorphose sexuelle qui concerne un certain nombre d’espèces qui pratiquent l’hermaphrodisme successif de type protogyne. Ce qui signifie que les individus juvéniles sont d’abord femelles (nommé stade initial) à leur maturité sexuelle puis mâles (stade terminal). Le contraire (hermaphrodisme successif de type protandre) est plus rare mais existe chez certaines espèces[6].
- Le second cas est plus conventionnel, les adultes matures (stade initial) sont sexuellement déterminés, ils sont mâles ou femelles avec une livrée semblable. Seul le mâle dominant au sein du groupe est en stade terminal avec une livrée chatoyante.

Le groupe constitue donc un harem avec toujours un mâle dominant en stade terminal qui a le privilège de pouvoir se reproduire avec les femelles du groupe. Ce mâle défend un territoire. À sa mort, il sera remplacé par un individu en stade initial appartenant à la communauté, ce sera donc selon l’espèce un mâle ou une femelle.

### Labres nettoyeurs

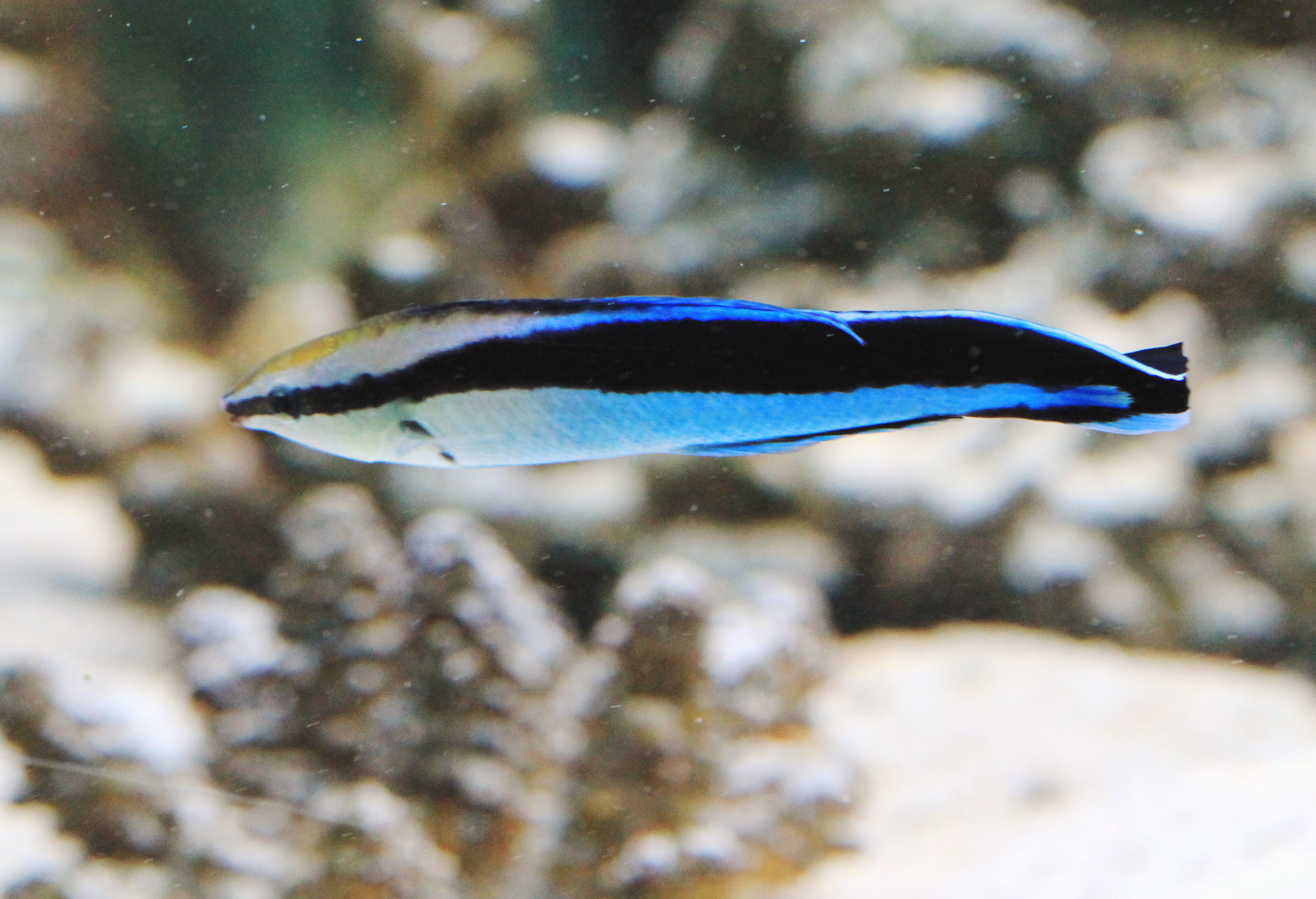
Labre nettoyeur commun (Labroides dimidiatus)

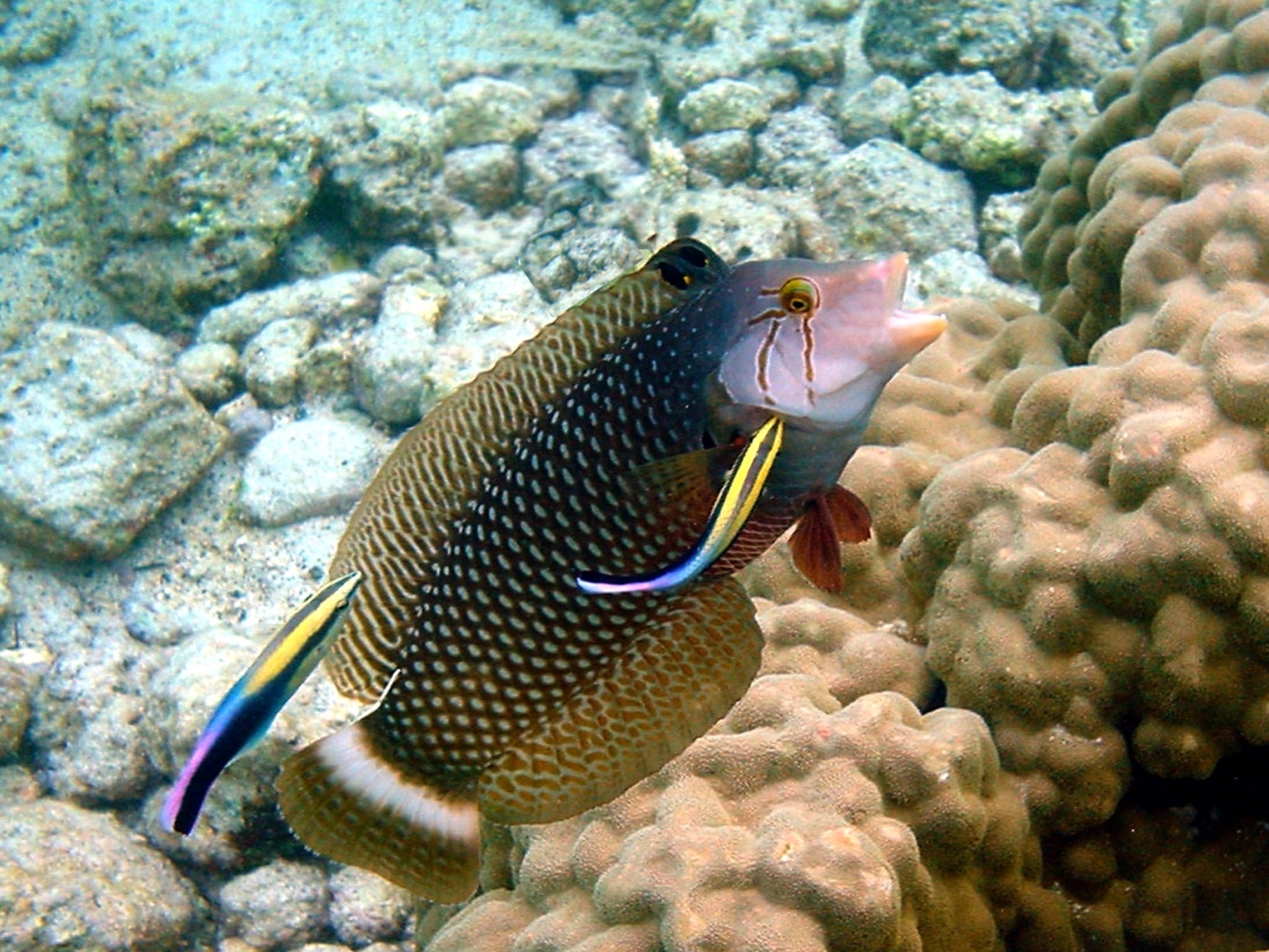
Des labres nettoyeurs (Labroides phthirophagus) déparasitant une girelle dragon (Novaculichthys taeniourus)

Certaines espèces de labres, notamment le genre Labroides, ont la particularité de « nettoyer » les poissons plus gros en leur débarrassant des petits invertébrés qui les parasitent, dont ils se nourrissent. L'espèce la plus connue de cette famille est le labre nettoyeur commun Labroides dimidiatus. Ces labres attirent les poissons « clients » au moyen d'une série de mouvements appelés  « danse du nettoyage », qui peut varier selon les espèces.
Un poisson « client » reconnaît mieux le poisson s'il a déjà été nettoyé. La plupart des poissons de récifs vont se faire « nettoyer » par les labres nettoyeurs (Il arrive que des poissons pélagiques viennent y faire halte pour un nettoyage, parfois même des tortues marines, voire des plongeurs). Il n'est pas rare de voir, devant une « station de nettoyage » de labres nettoyeurs, des « files d'attente » de poissons attendant leur tour. Les labres nettoyeurs nettoient même de gros prédateurs comme des murènes ou des mérous et ne craignent pas d'entrer dans leur bouche pour nettoyer les parasites.
En fait, ce comportement est assez courant chez les labres, mais est plus dissipé et concerne surtout les individus juvéniles. Seuls des genres comme Labroides en ont fait une véritable spécialisation.

## Habitat et répartition

### Distribution
Les Labridae occupent toutes les mers tropicales  et subtropicales du globe de l'Océan Atlantique à l'Océan Pacifique en passant par l'Océan Indien et sont également présents dans les mers tempérées[réf. souhaitée].

### Habitat
Il existe autant de types d'habitat que de régimes alimentaires chez les différentes espèces de labres. Il est donc possible de rencontrer des labres dans une grande majorité de types d'habitat variés comme spécifiques allant de la mare découverte à marée basse, aux herbiers, aux zones rocheuses, coralliennes ou sablonneuses.
En général, les labres fréquentent les eaux peu profondes proches de la côte ou d'un récif non loin du fonds.

## Liste des genres
Selon World Register of Marine Species (16 mars 2021), cette famille comporte 330 espèces réparties dans 70 genres :
- Acantholabrus Valenciennes in Cuvier et Valenciennes, 1839.
- Achoerodus Gill, 1863.
- Ammolabrus Randall et Carlson, 1997.
- Anampses Quoy et Gaimard, 1824.
- Anchichoerops Barnard, 1927.
- Austrolabrus Steindachner, 1884.
- Bodianus Bloch, 1790.
- Centrolabrus Günther, 1861.
- Cheilinus Lacépède, 1801.
- Cheilio Lacépède, 1802.
- Choerodon Bleeker, 1849.
- Cirrhilabrus Temminck et Schlegel, 1845.
- Clepticus Cuvier, 1829.
- Conniella Allen, 1983.
- Coris Lacépède, 1801.
- Ctenolabrus Valenciennes in Cuvier et Valenciennes, 1839.
- Cymolutes Günther, 1861.
- Decodon Günther, 1861.
- Diproctacanthus Bleeker, 1862.
- Doratonotus Günther, 1861.
- Dotalabrus Whitley, 1930.
- Epibulus Cuvier, 1815.
- Eupetrichthys Ramsay et Ogilby, 1888.
- Frontilabrus Randall et Condé, 1989.
- Gomphosus Lacépède, 1801.
- Halichoeres Rüppell, 1835.
- Hemigymnus Günther, 1861.
- Hologymnosus Lacépède, 1801.
- Iniistius Gill, 1862.
- Julichthys De Vis, 1885.
- Labrichthys Bleeker, 1854.
- Labroides Bleeker, 1851.
- Labropsis Schmidt, 1931.
- Labrus Linnaeus, 1758.
- Lachnolaimus Cuvier, 1829.
- Lappanella Jordan, 1890.
- Larabicus Randall et Springer, 1973.
- Leptojulis Bleeker, 1862.
- Macropharyngodon Bleeker, 1862.
- Malapterus Valenciennes in Cuvier et Valenciennes, 1839.
- Minilabrus Randall et Dor, 1980.
- Nelabrichthys Russell, 1983.
- Notolabrus Russell, 1988.
- Novaculichthys Bleeker, 1862.
- Novaculoides Randall et Earle, 2004.
- Ophthalmolepis Bleeker, 1862.
- Oxycheilinus Gill, 1862.
- Oxyjulis Gill, 1863.
- Paracheilinus Fourmanoir in Roux-Estéve et Fourmanoir, 1955.
- Parajulis Bleeker, 1865.
- Pictilabrus Gill, 1891.
- Polylepion Gomon, 1977.
- Pseudocheilinops Schultz in Schultz, Chapman, Lachner et Wood, 1960.
- Pseudocheilinus Bleeker, 1862.
- Pseudocoris Bleeker, 1862.
- Pseudodax Bleeker, 1861.
- Pseudojuloides Fowler, 1949.
- Pseudolabrus Bleeker, 1862.
- Pteragogus Peters, 1855.
- Semicossyphus Günther, 1861.
- Stethojulis Günther, 1861.
- Suezichthys Smith, 1958.
- Symphodus Rafinesque, 1810.
- Tautoga Mitchill, 1814.
- Tautogolabrus Günther, 1862.
- Terelabrus Randall et Fourmanoir, 1998.
- Thalassoma Swainson, 1839.
- Wetmorella Fowler et Bean, 1928.
- Xenojulis de Beaufort, 1939.
- Xiphocheilus Bleeker, 1857.
- Xyrichtys Cuvier, 1814.

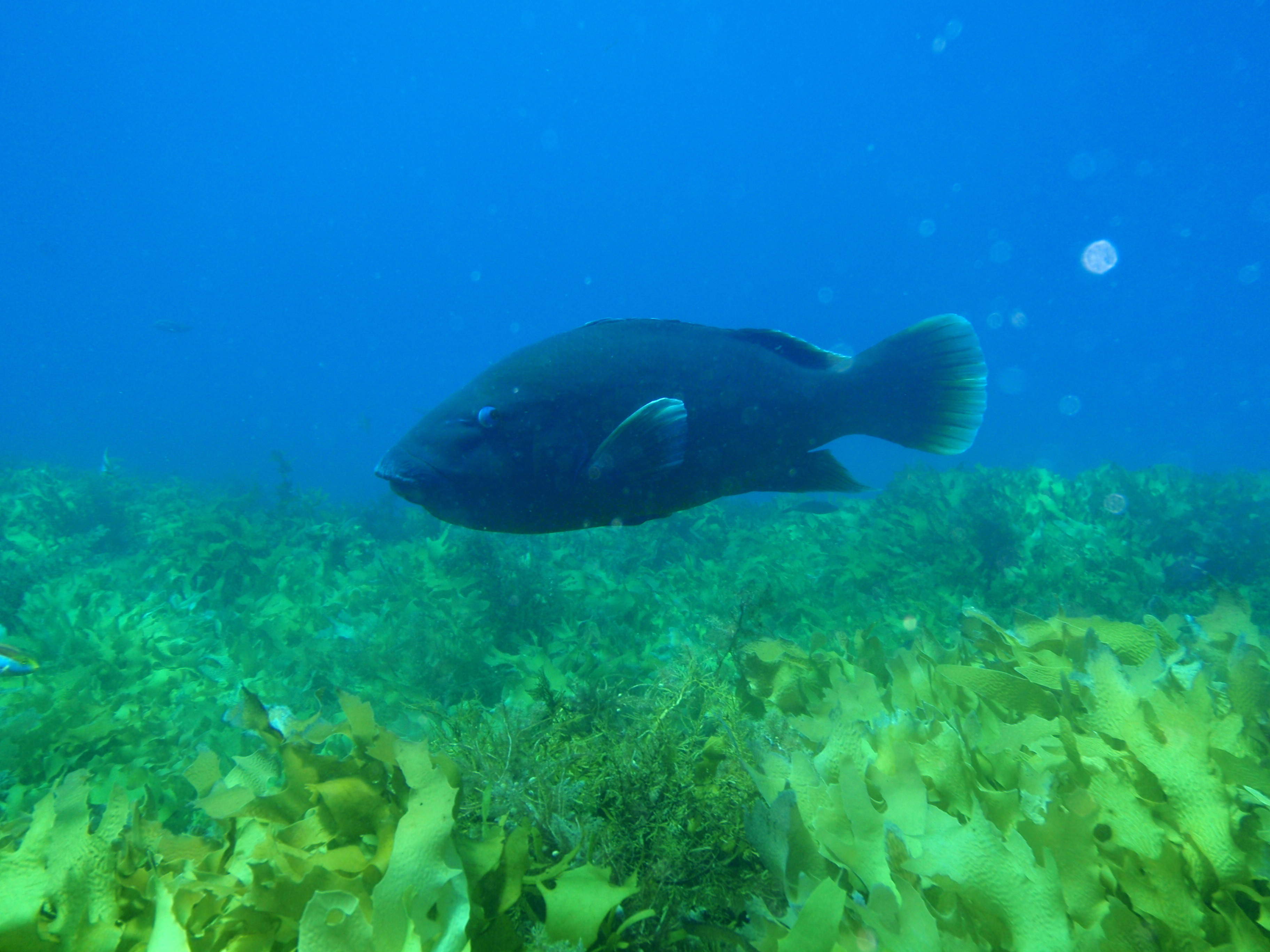
Achoerodus gouldii
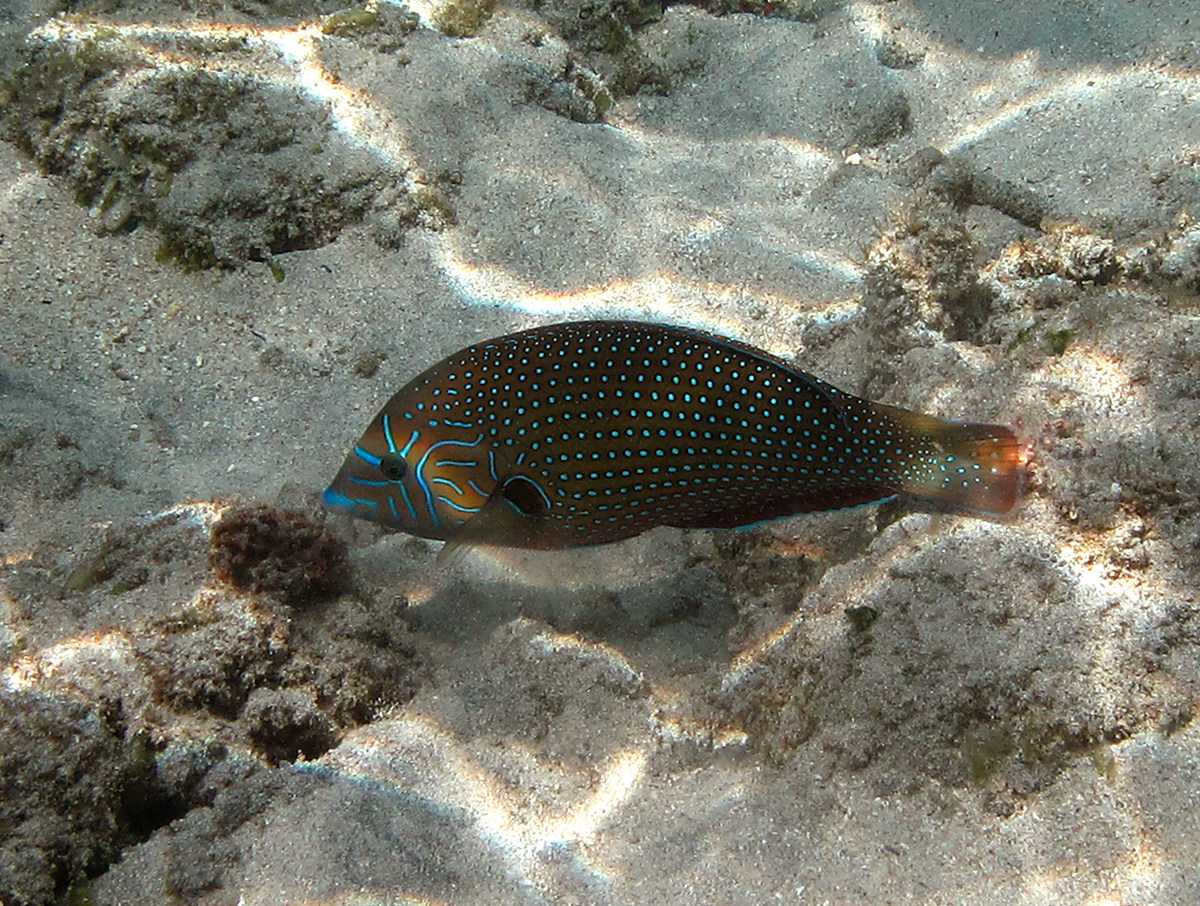
Anampses caeruleopunctatus (femelle)
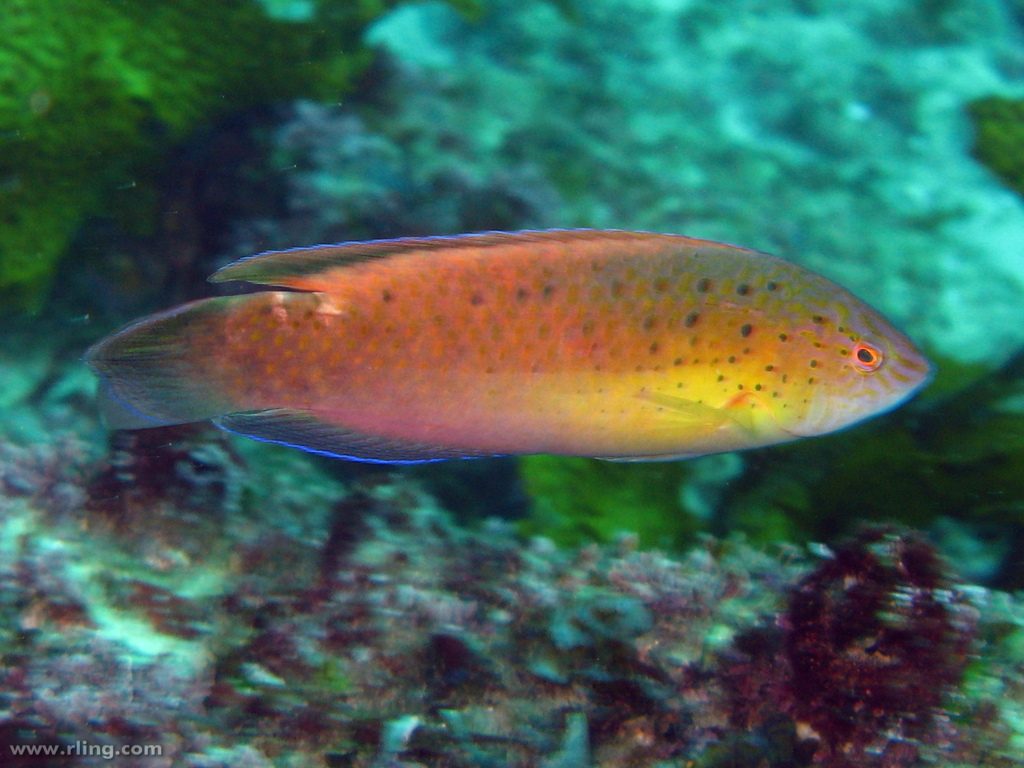
Austrolabrus maculatus
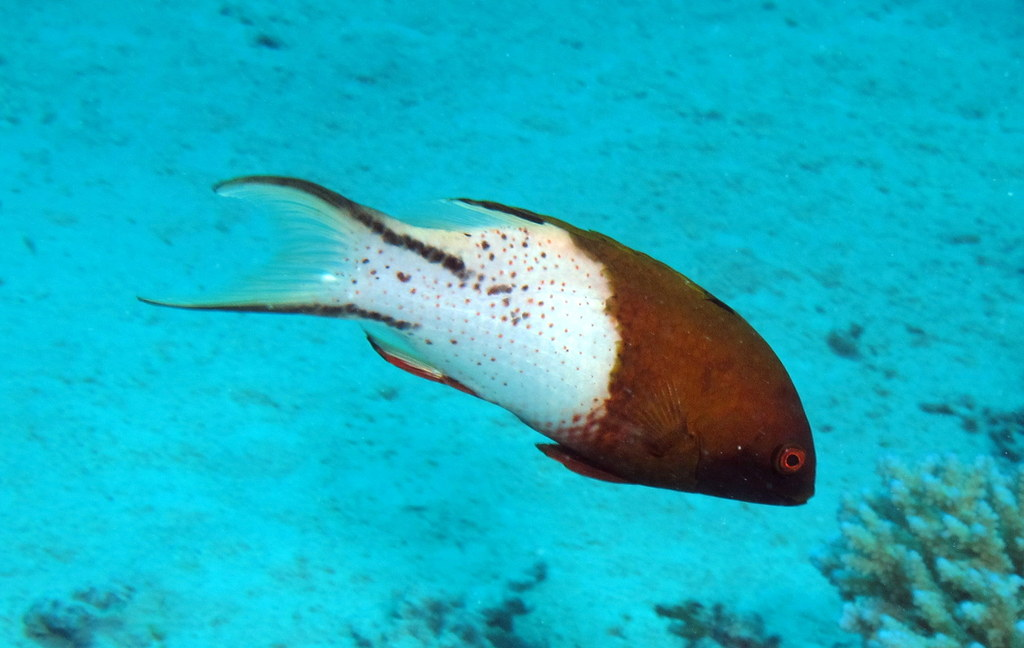
Bodianus anthioides
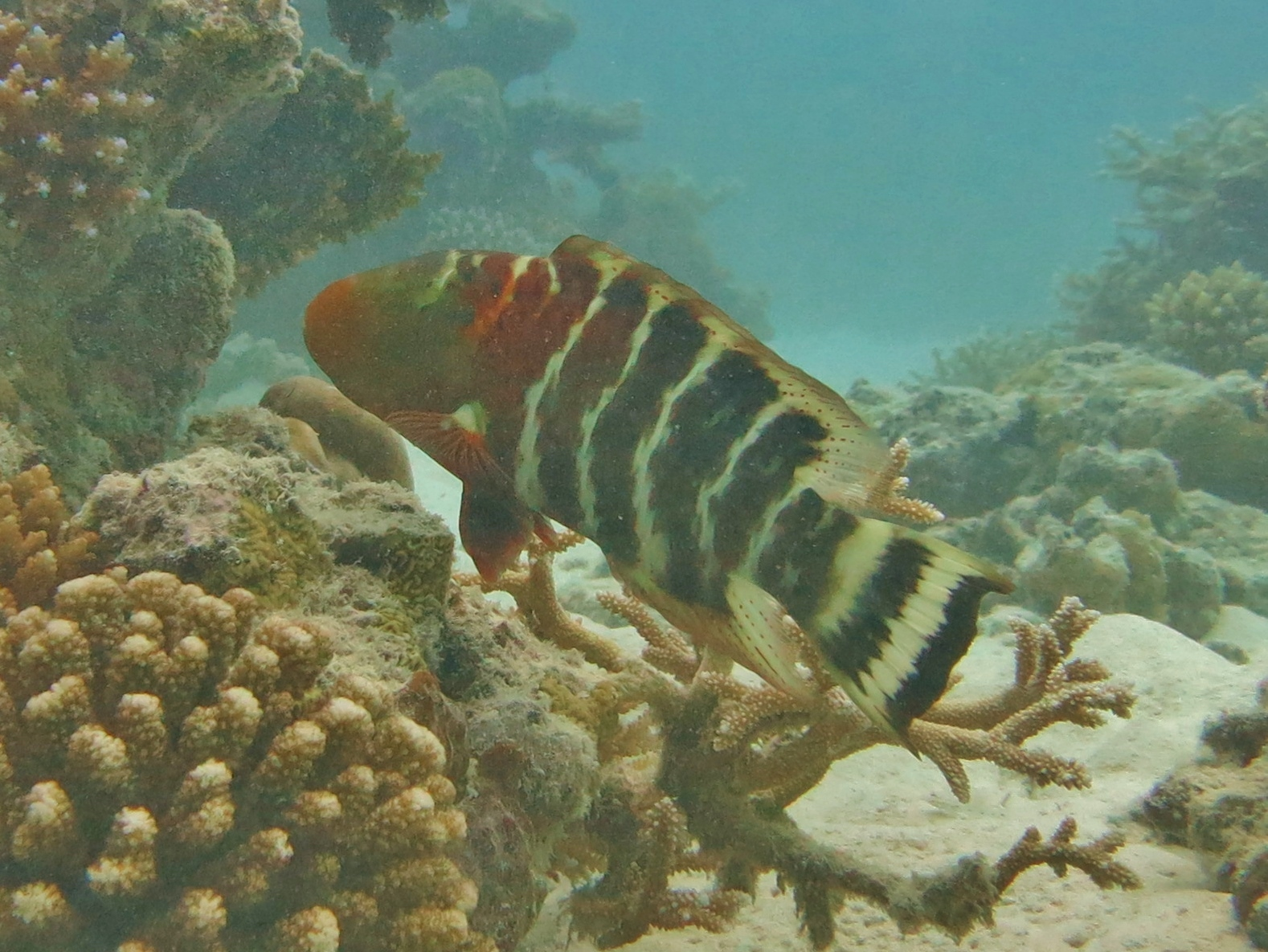
Cheilinus fasciatus
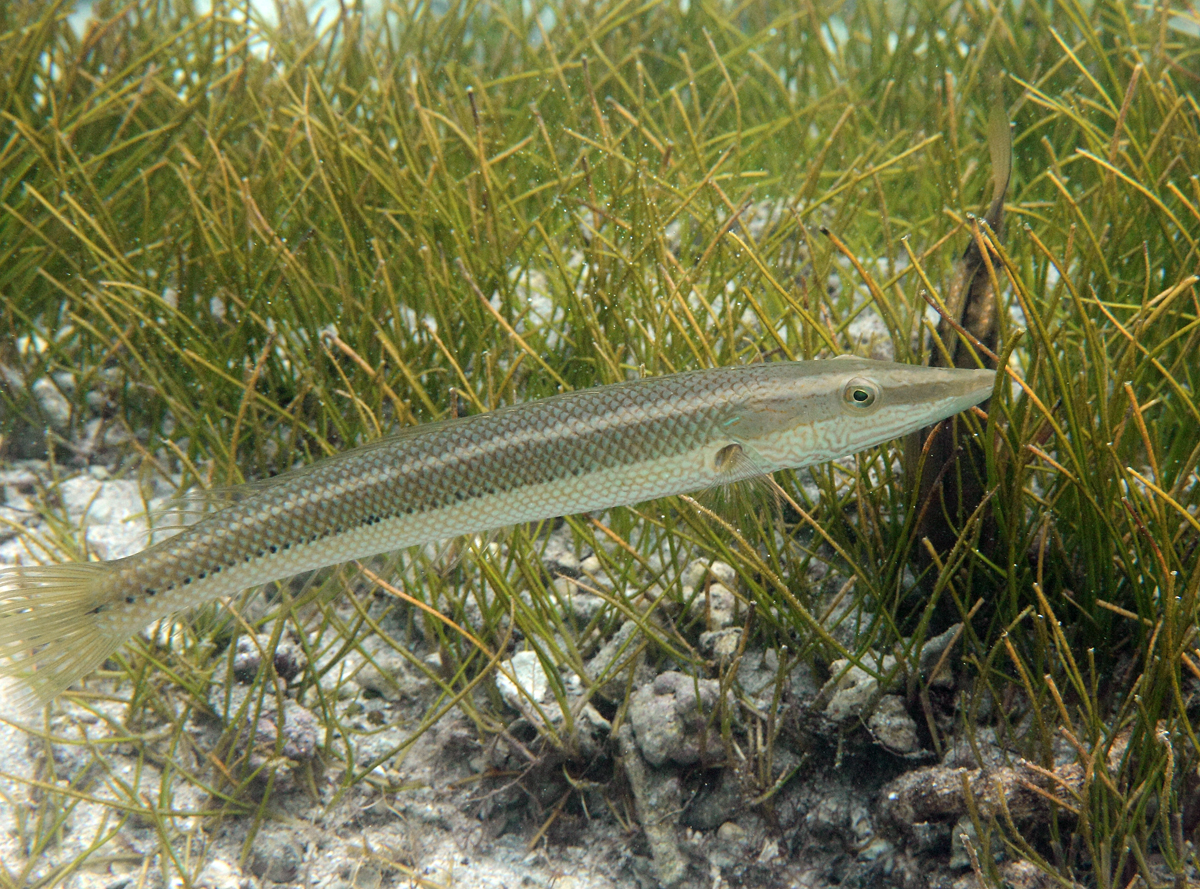
Cheilio inermis
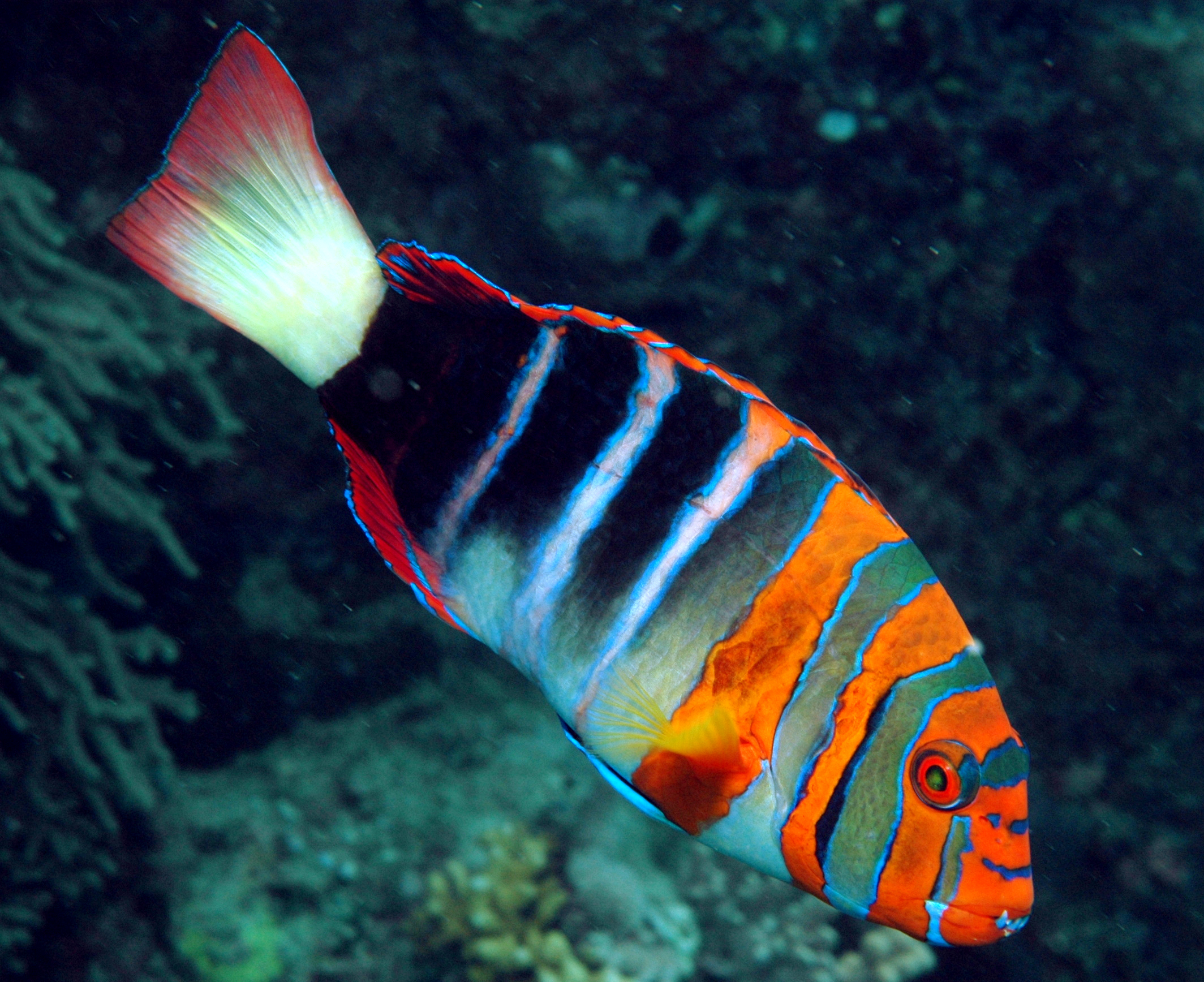
Choerodon fasciatus
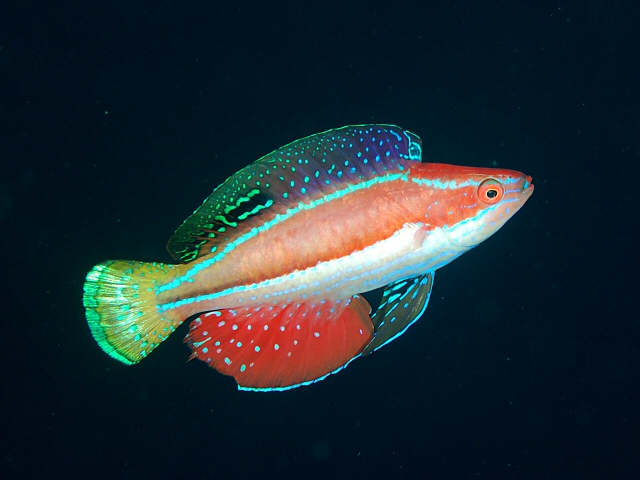
Cirrhilabrus katoi
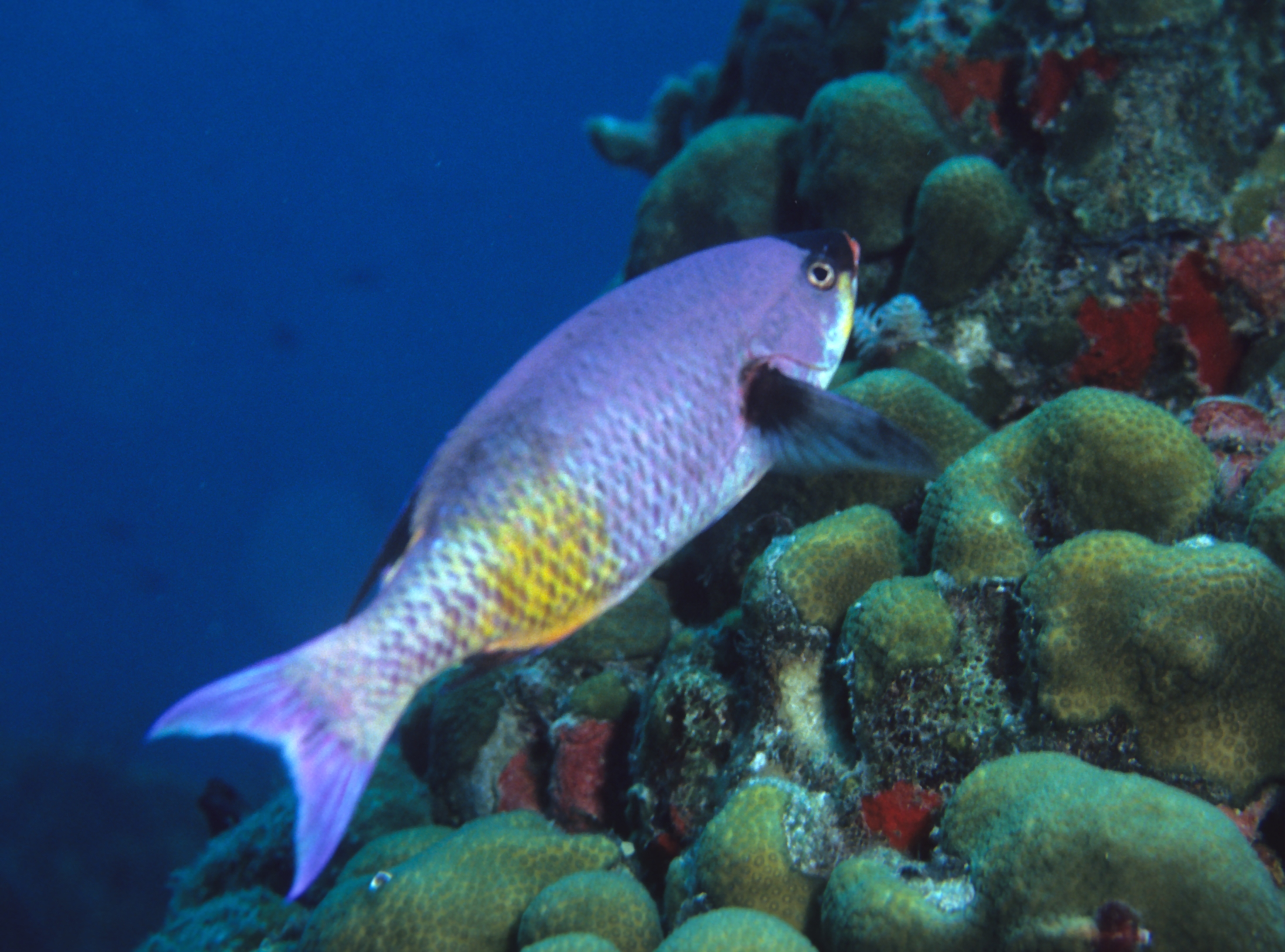
Clepticus parrae
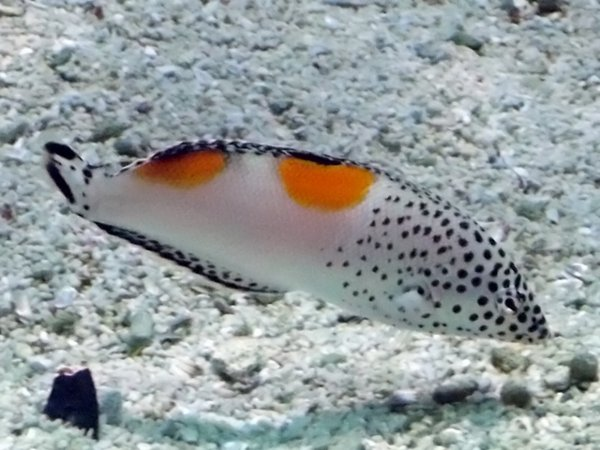
Coris aygula (juvénile)
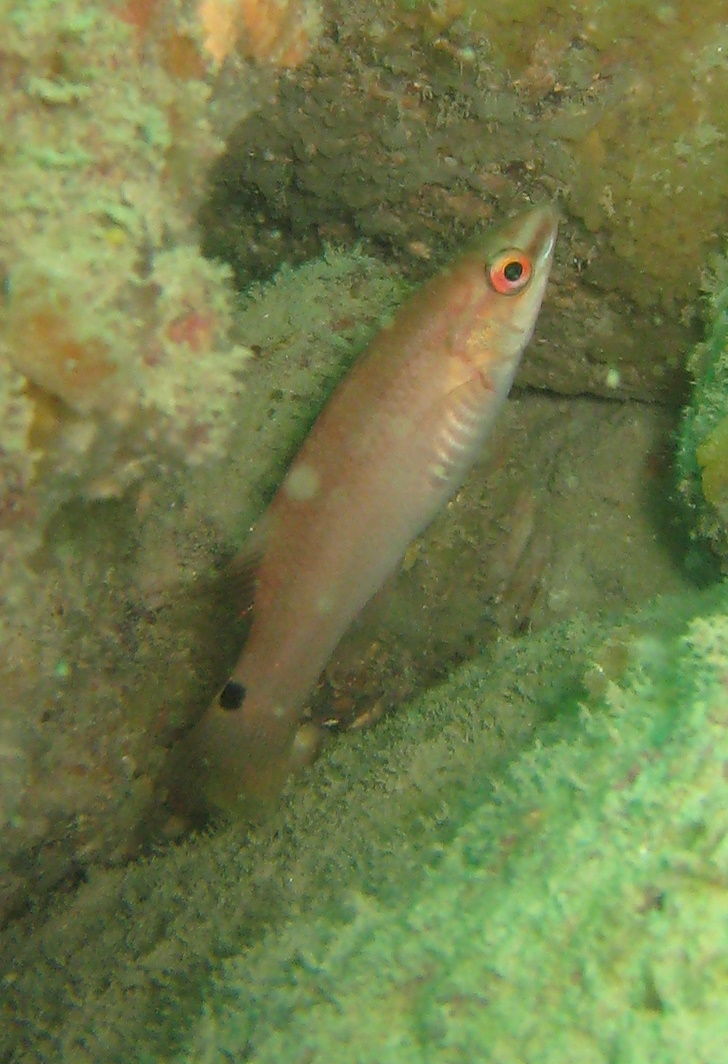
Ctenolabrus rupestris
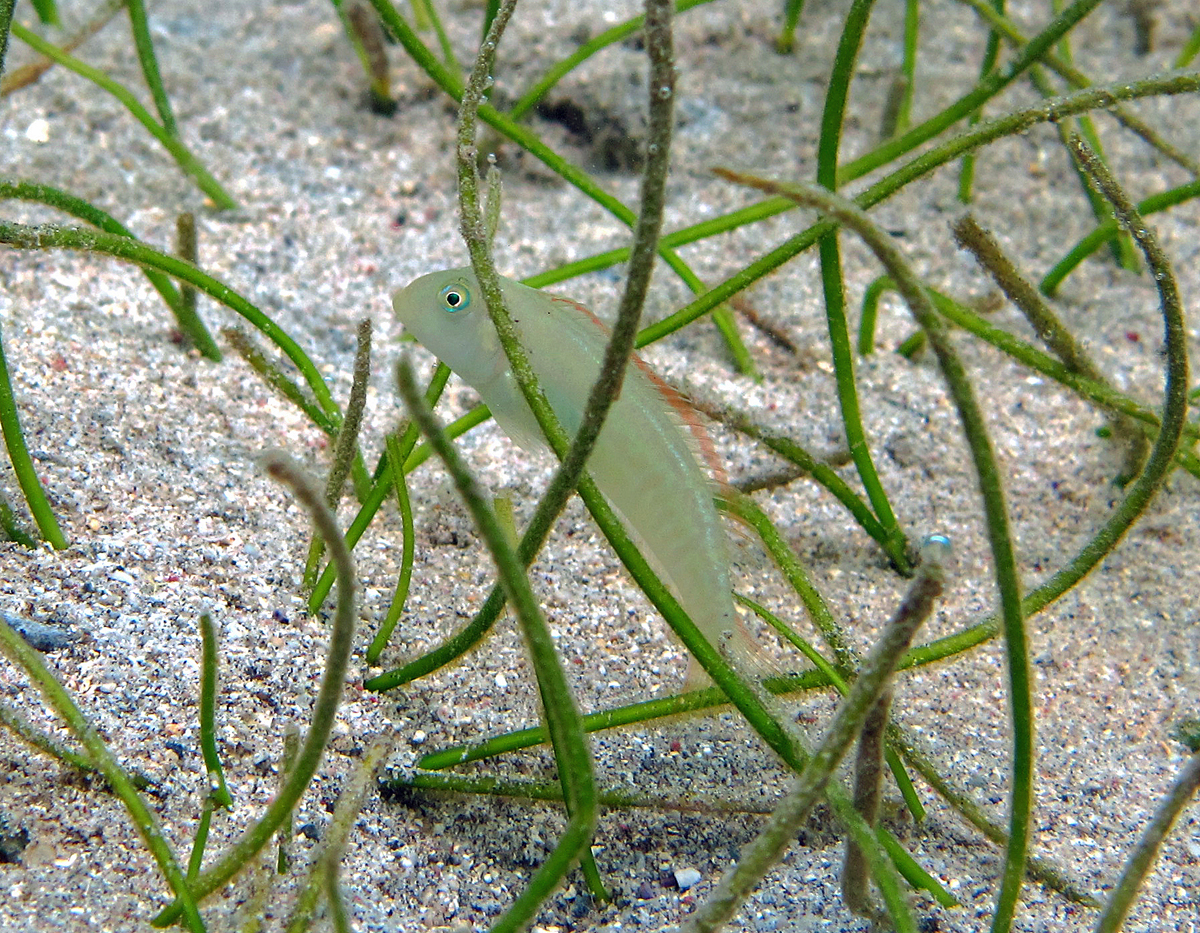
Cymolutes praetextatus
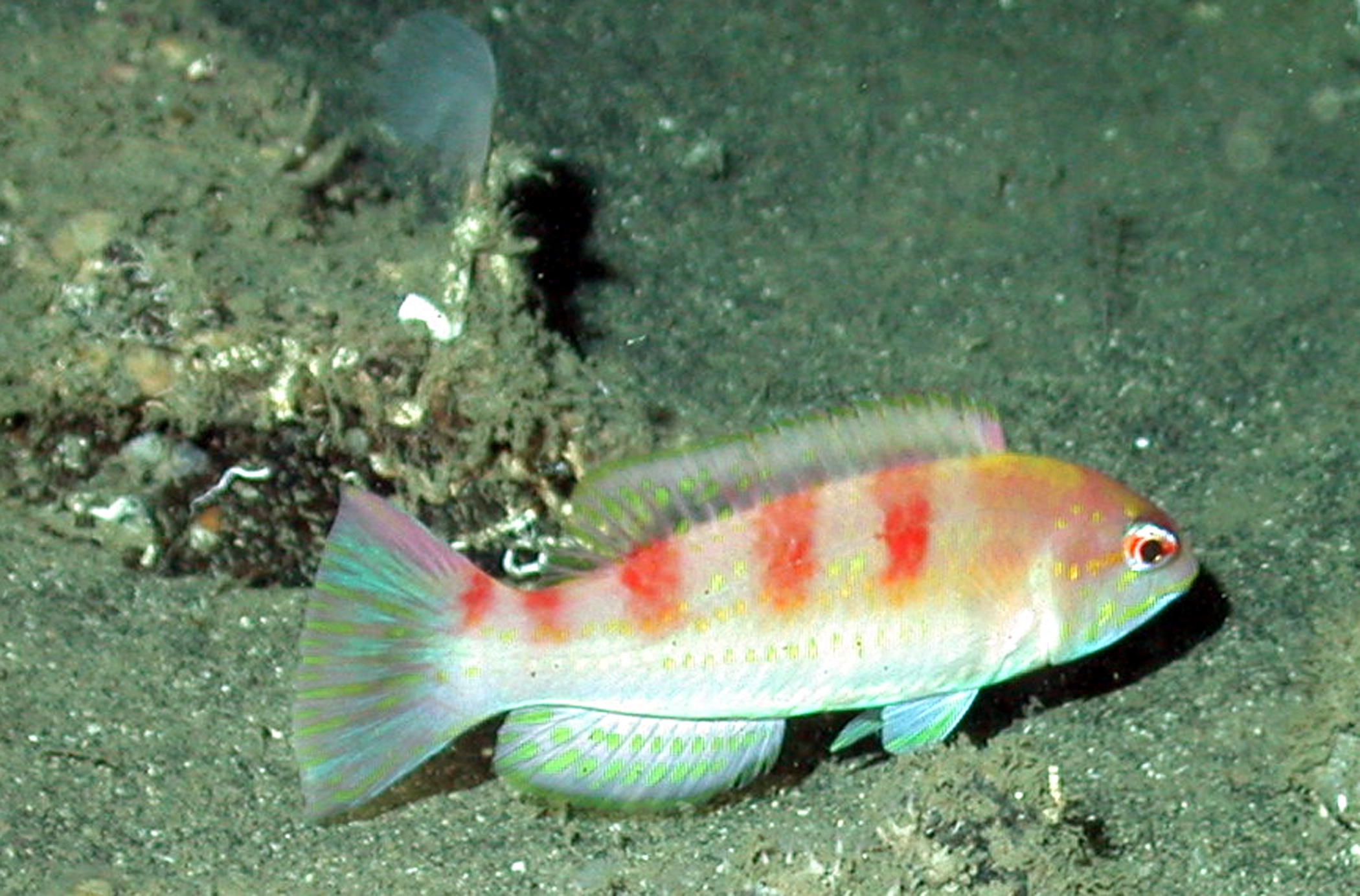
Decodon puellaris
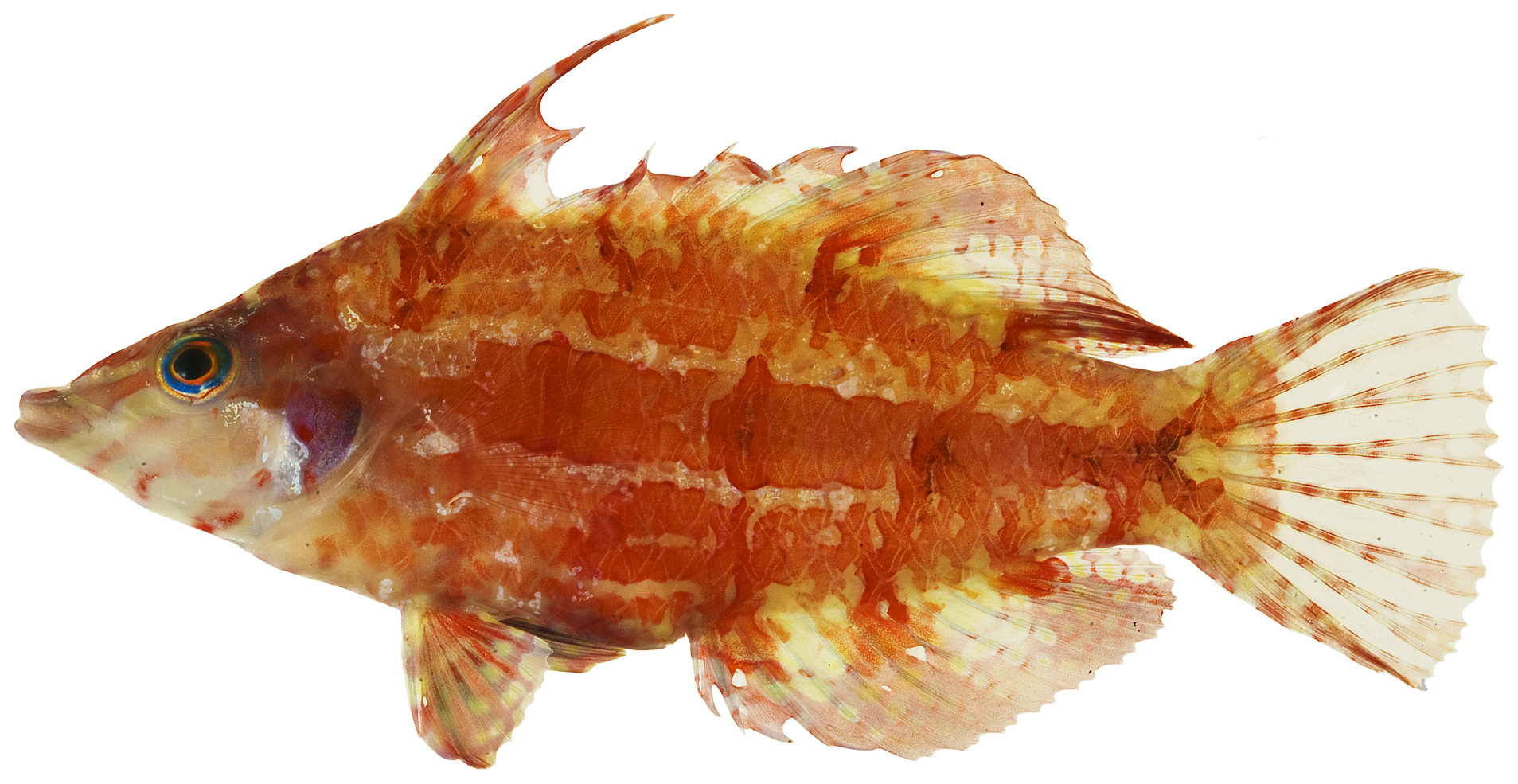
Doratonotus megalepis
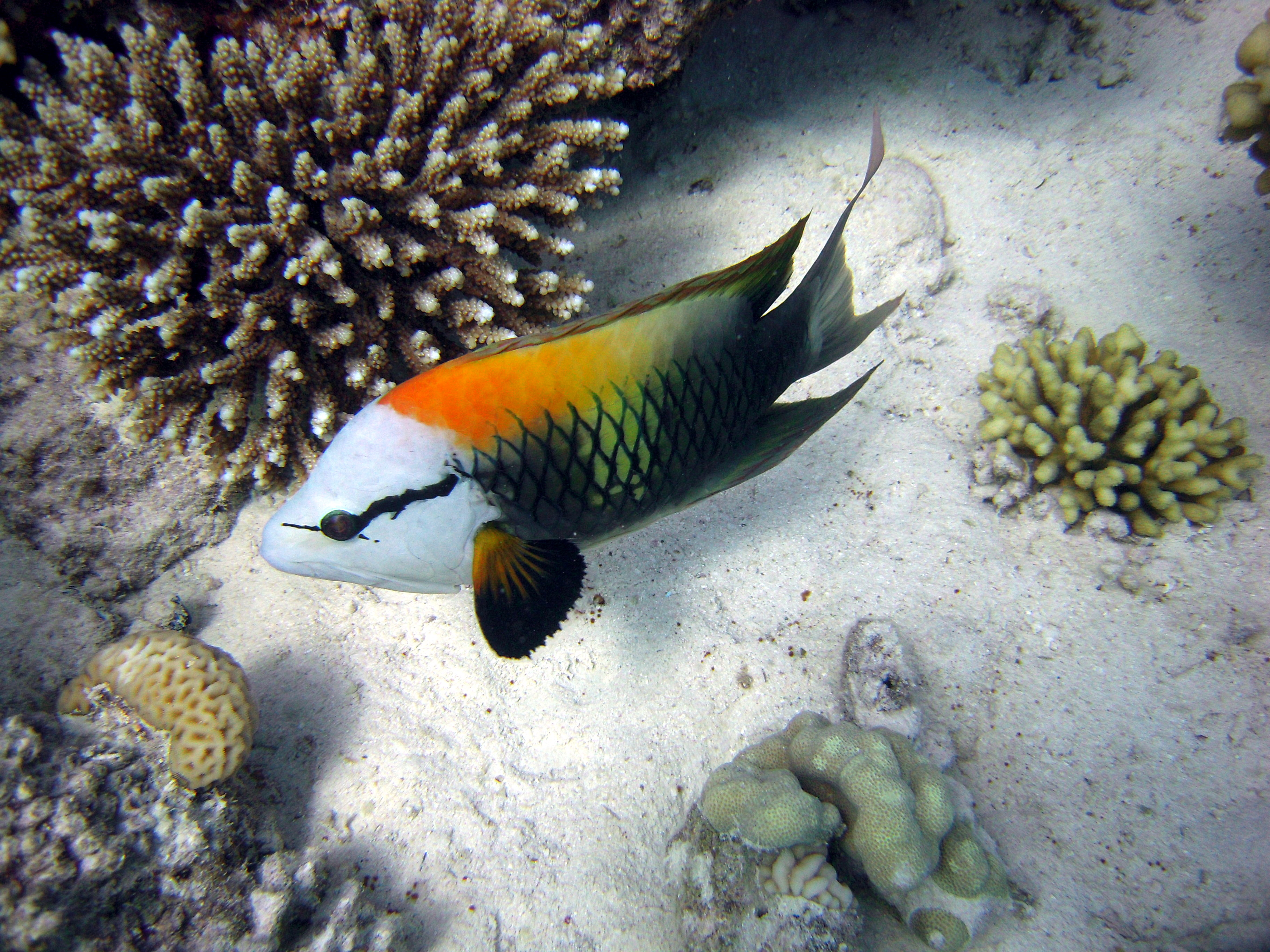
Epibulus insidiator
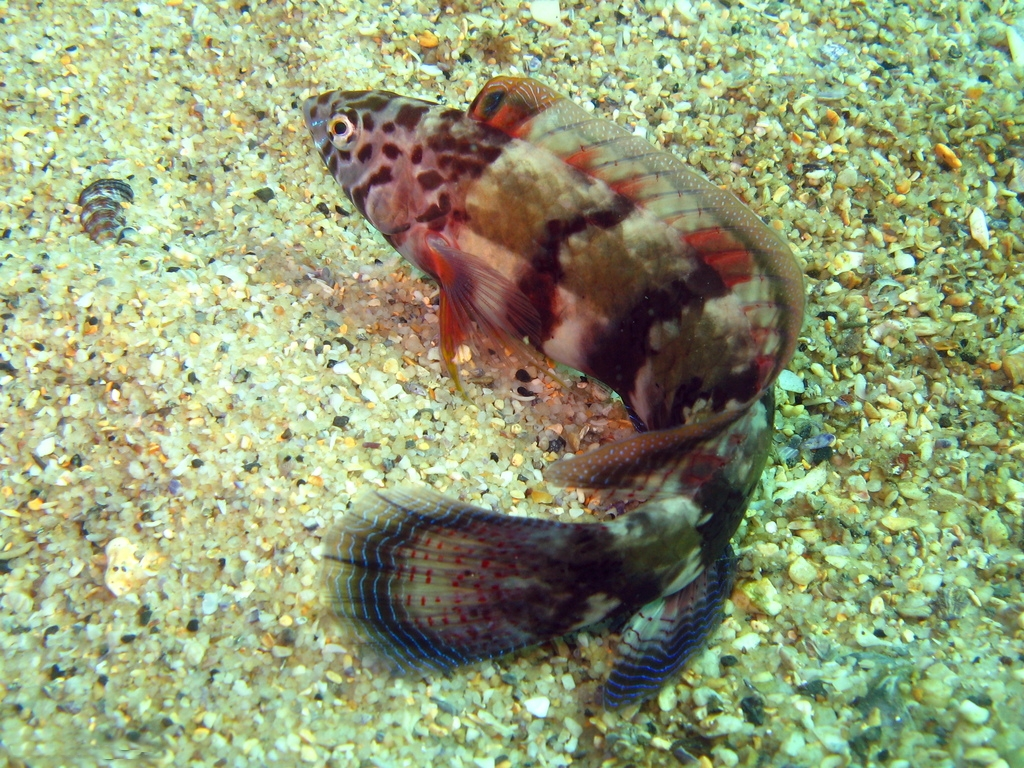
Eupetrichthys angustipes
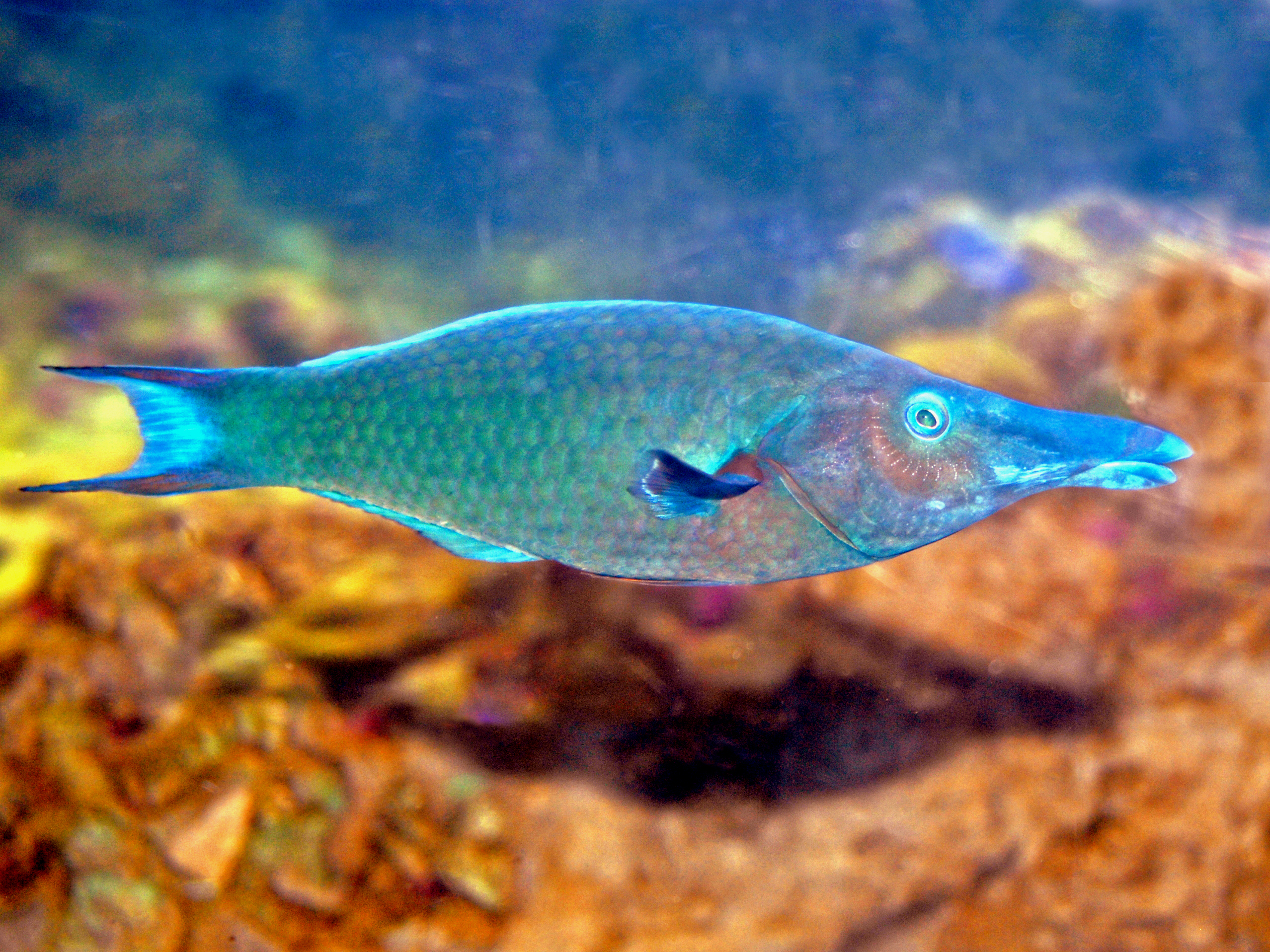
Gomphosus caeruleus
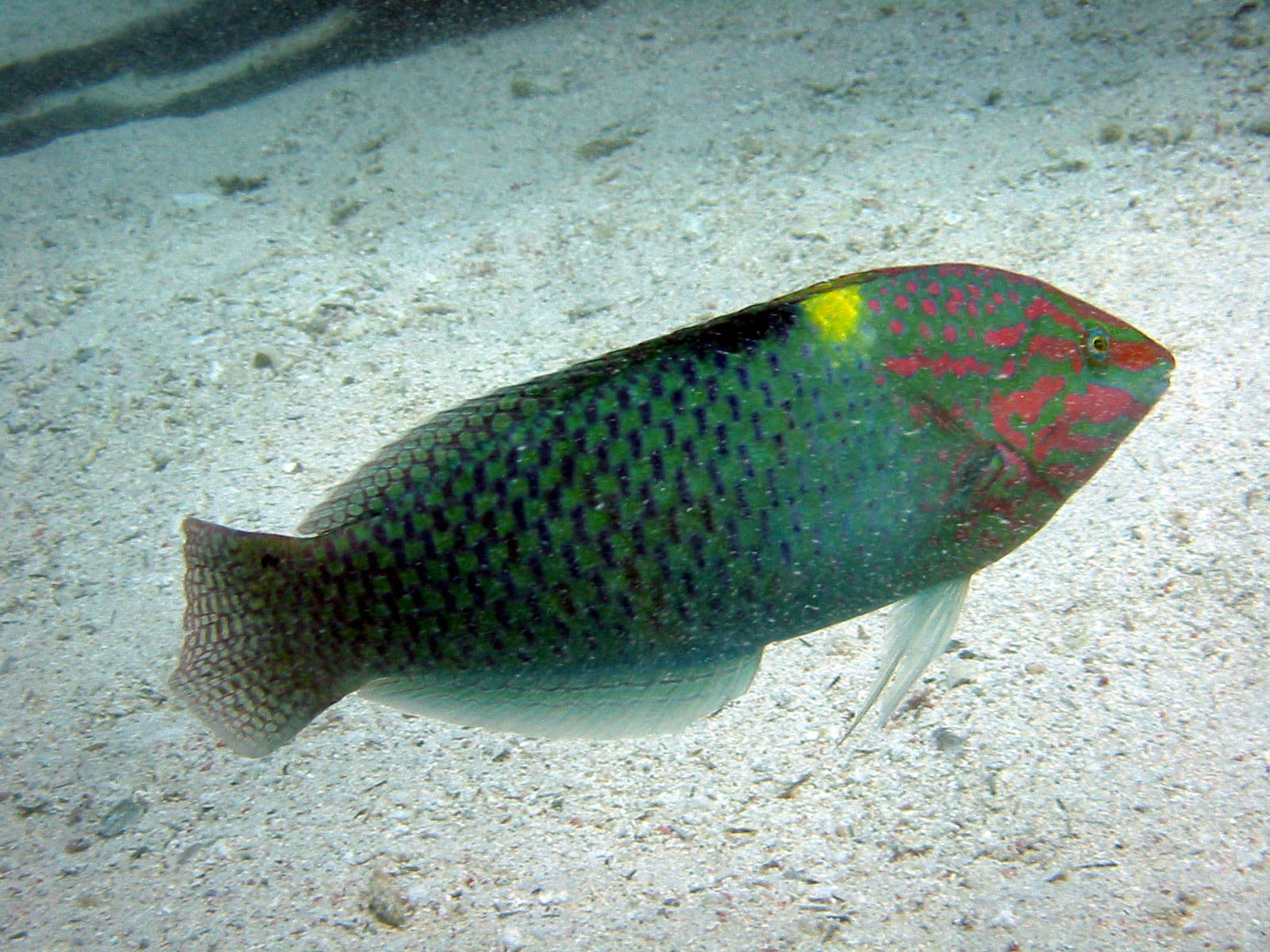
Halichoeres hortulanus
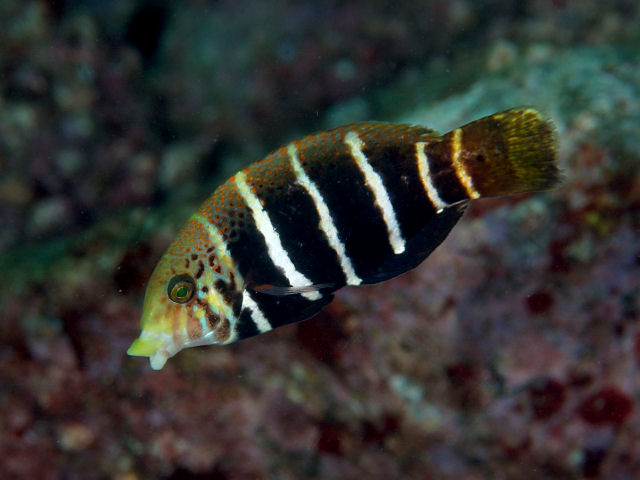
Hemigymnus fasciatus
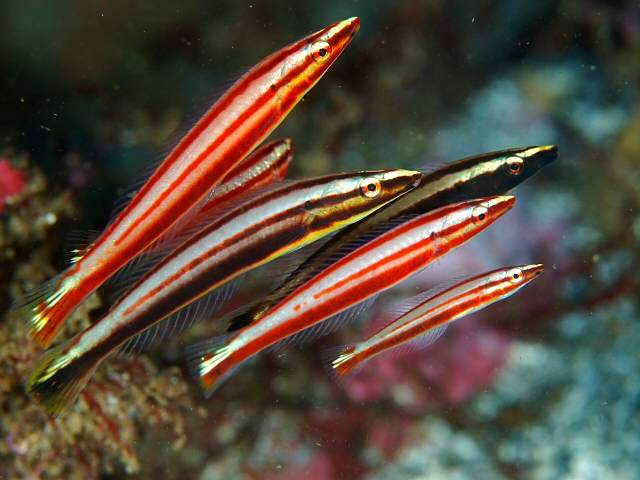
Hologymnosus doliatus
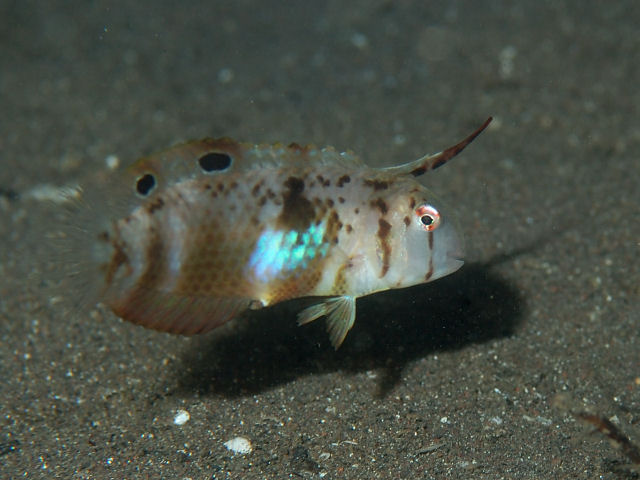
Iniistius dea
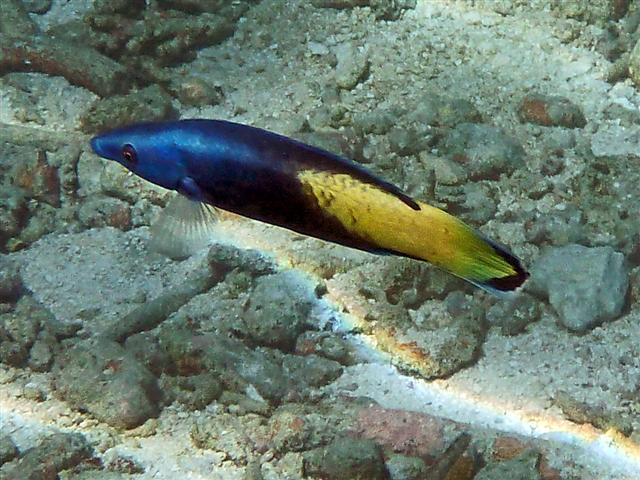
Labroides bicolor
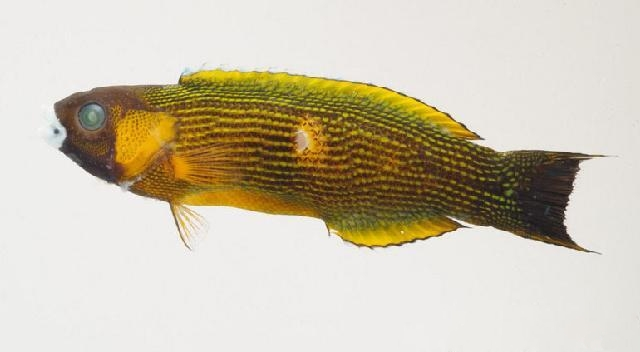
Labropsis polynesica
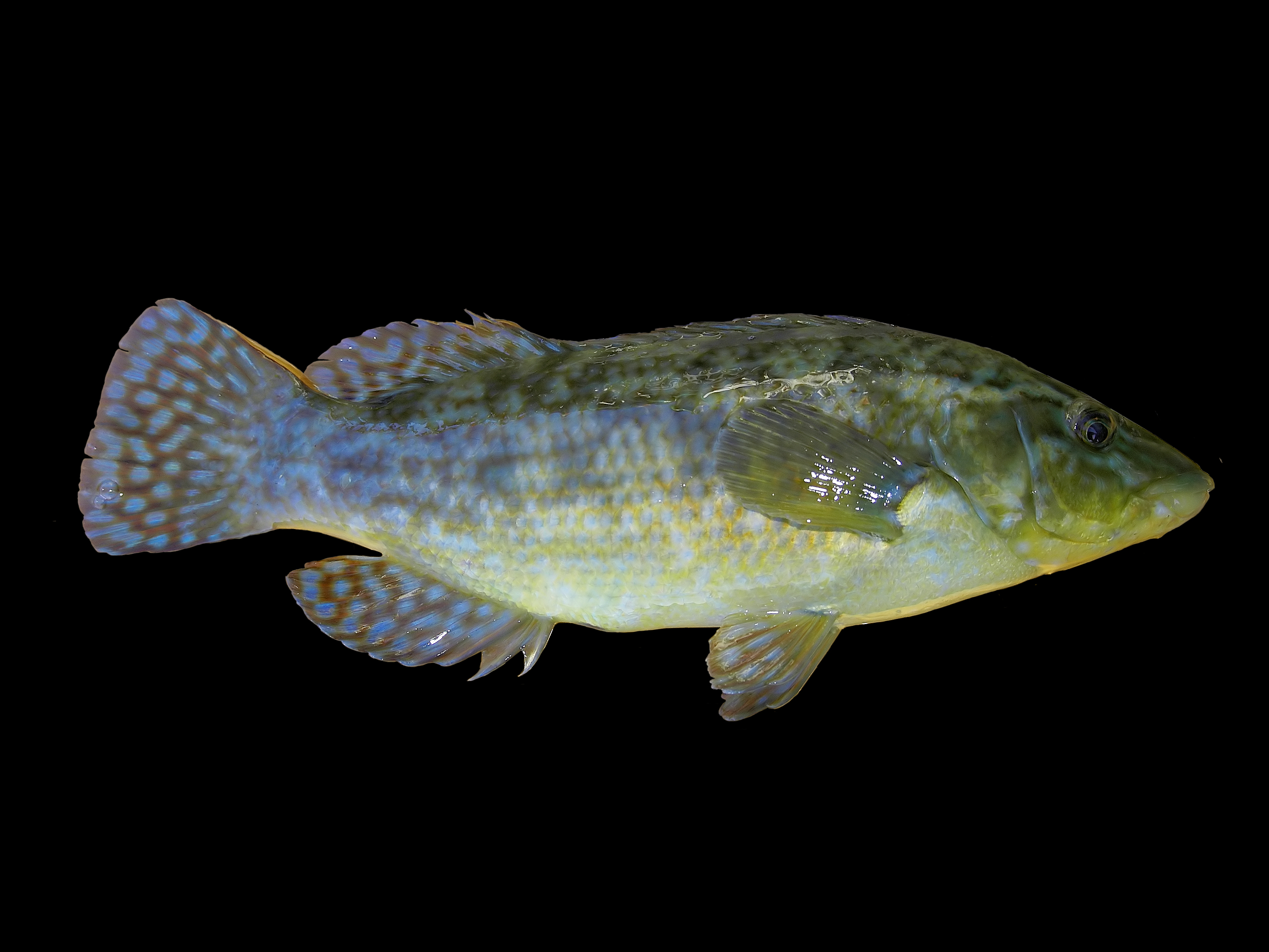
Labrus bergylta
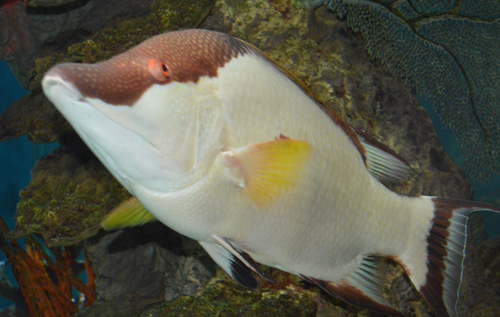
Lachnolaimus maximus
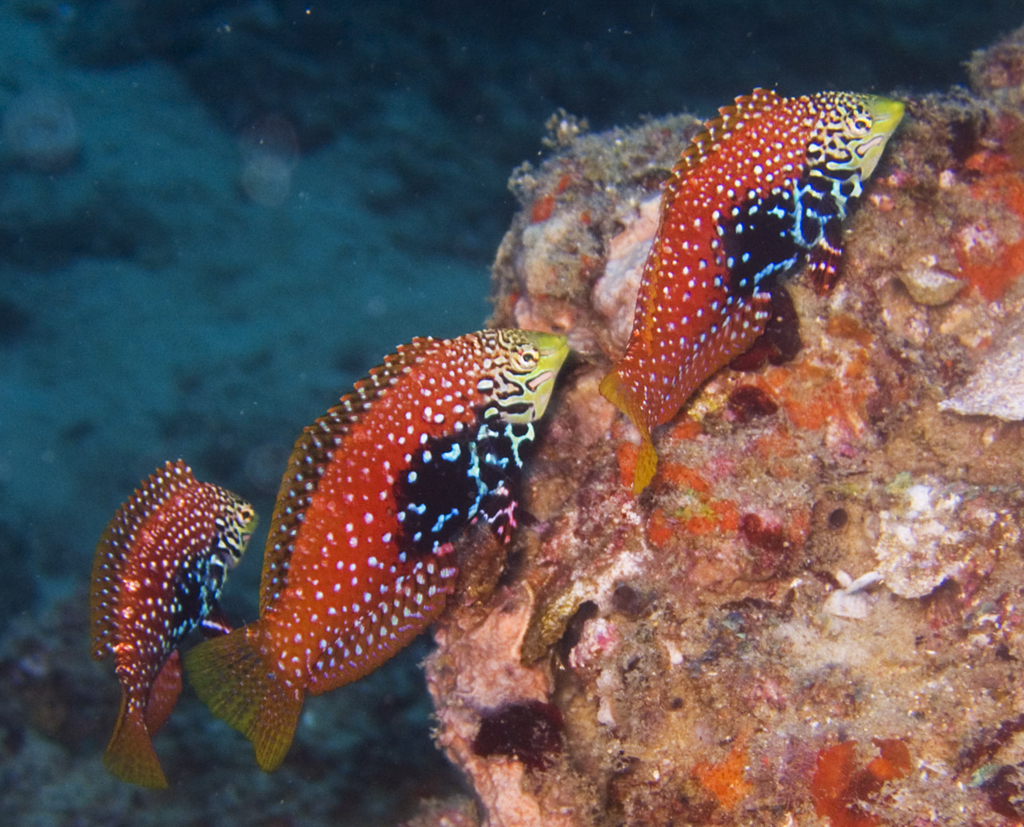
Macropharyngodon bipartitus
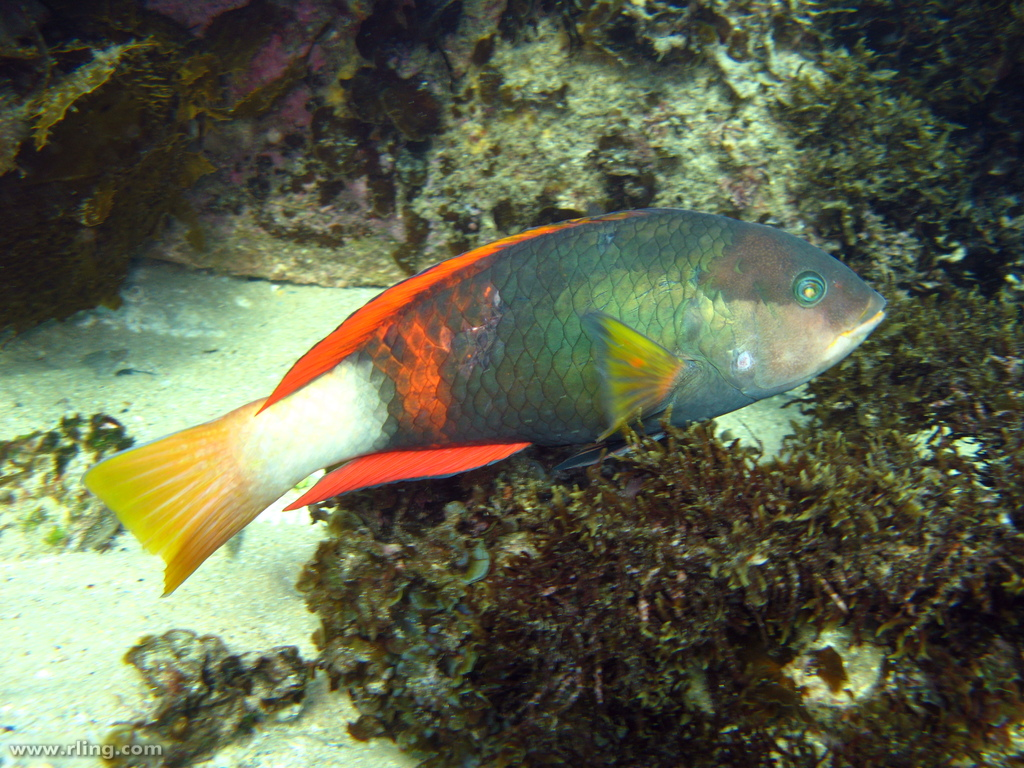
Notolabrus gymnogenis
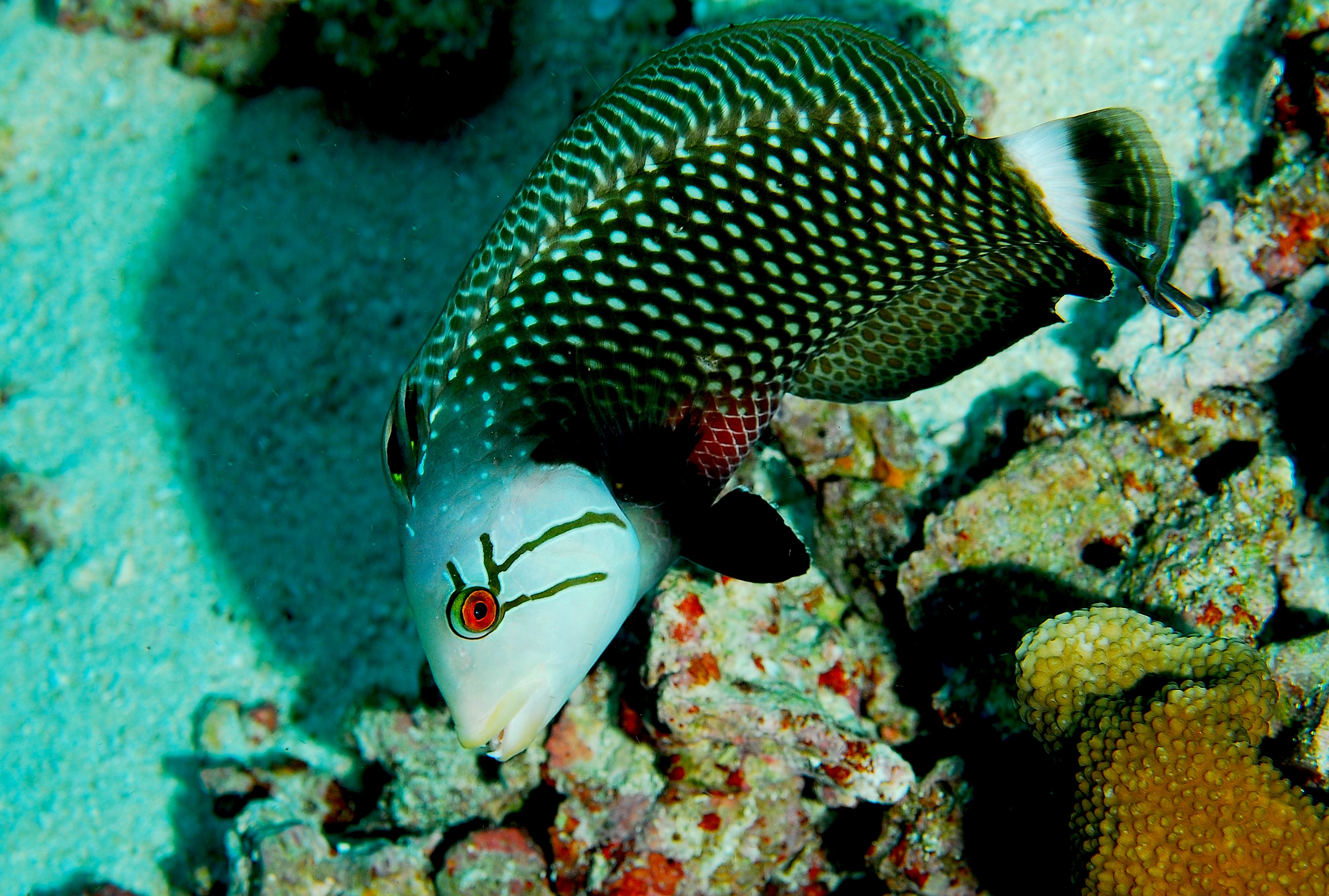
Novaculichthys taeniourus
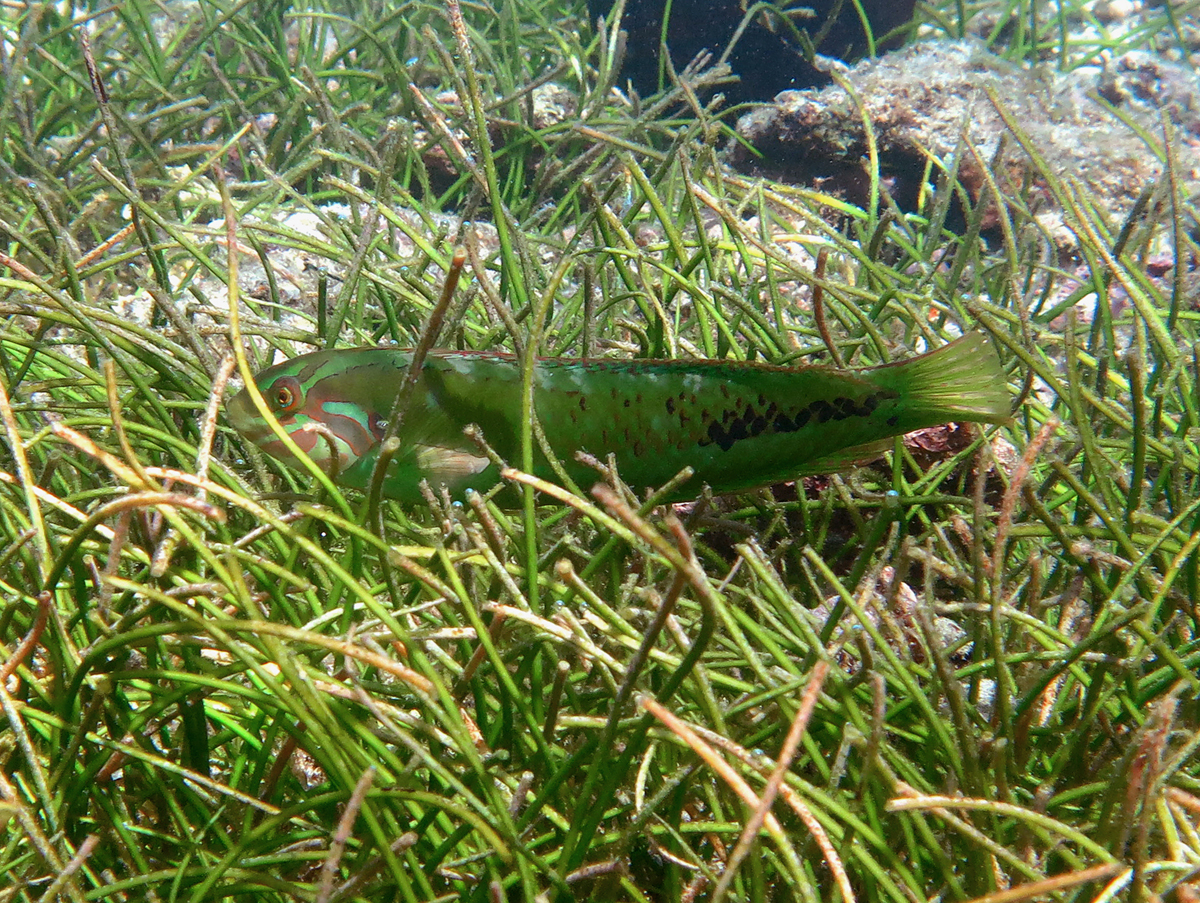
Novaculoides macrolepidotus
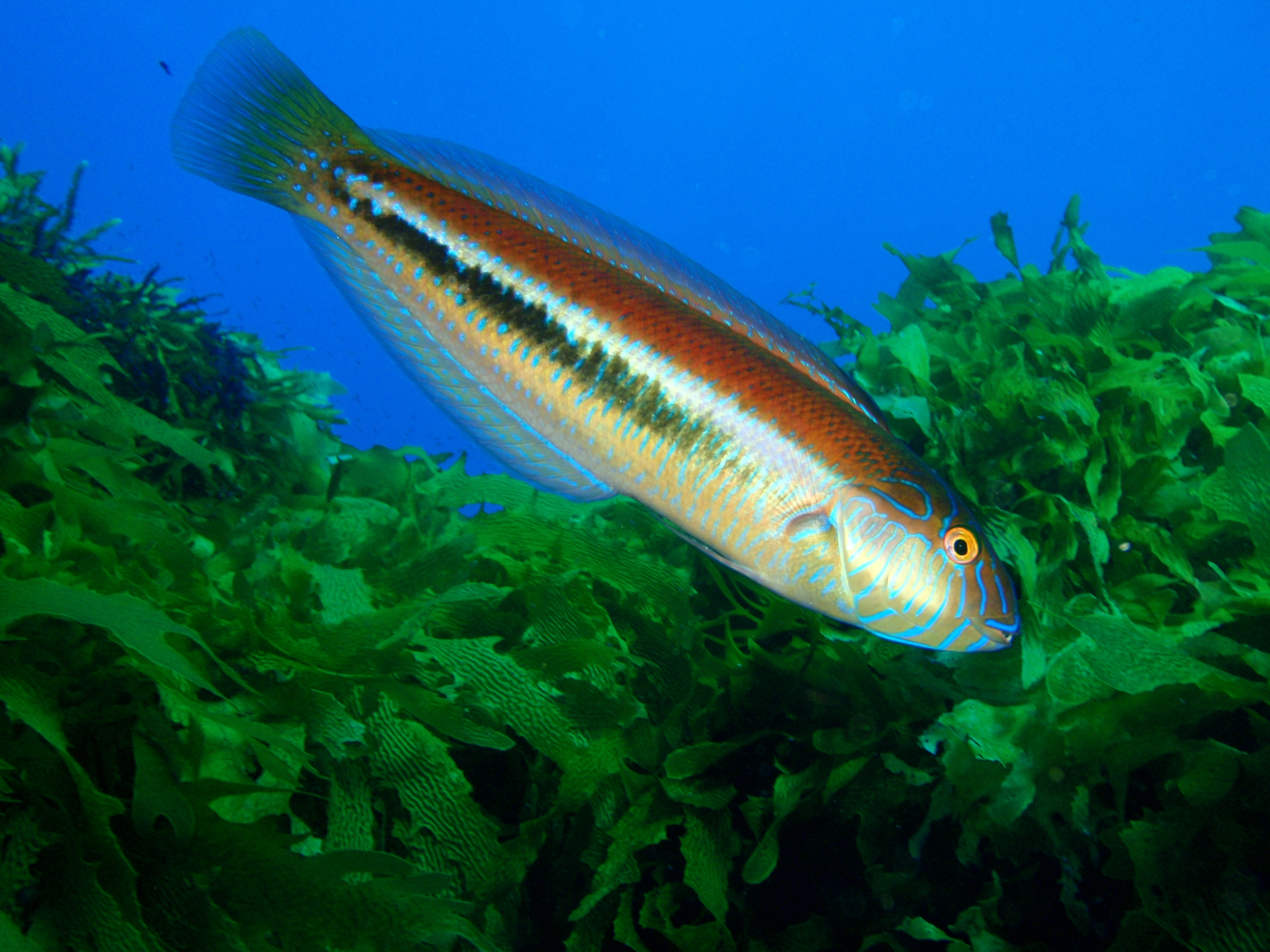
Ophthalmolepis lineolata
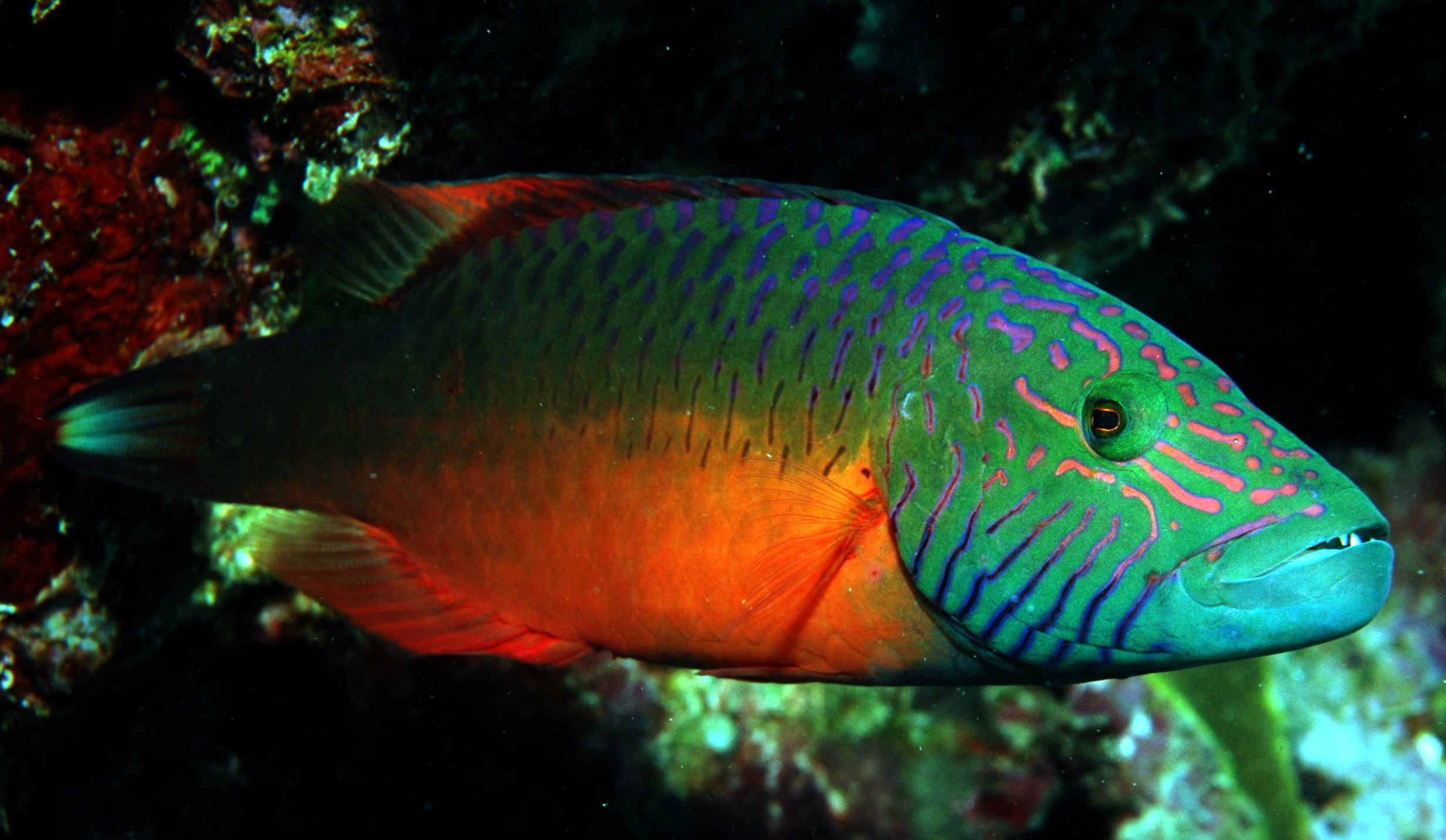
Oxycheilinus digramma
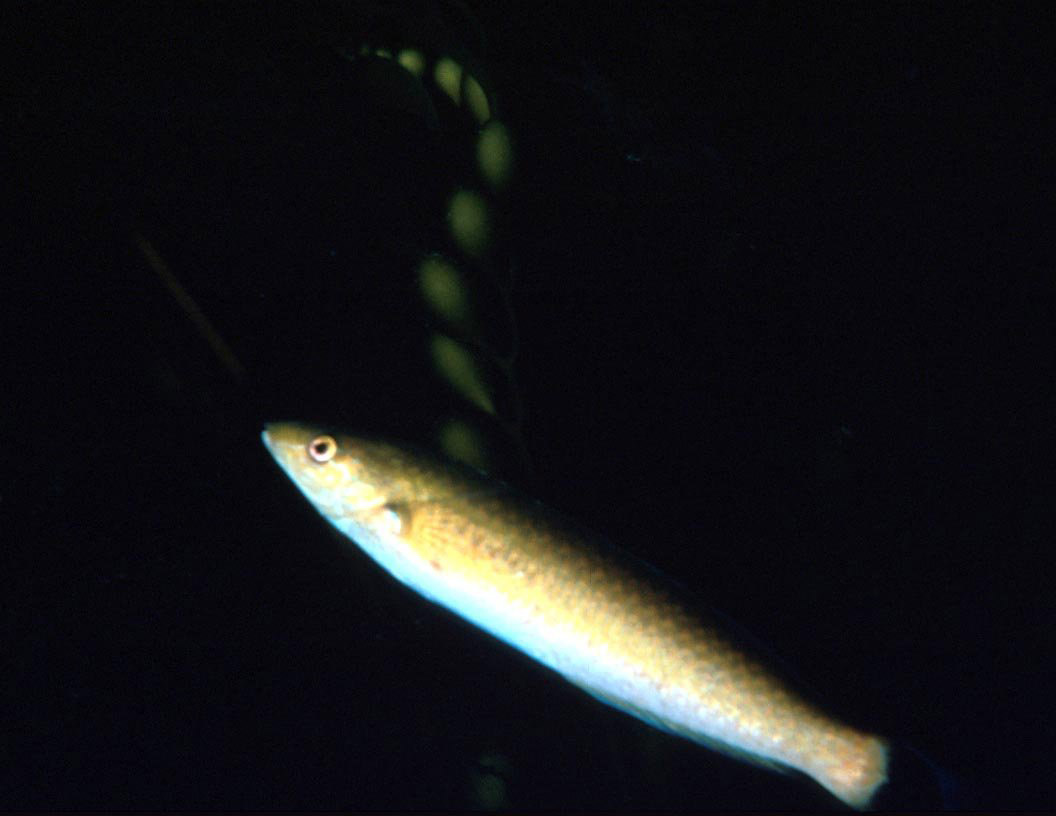
Oxyjulis californica
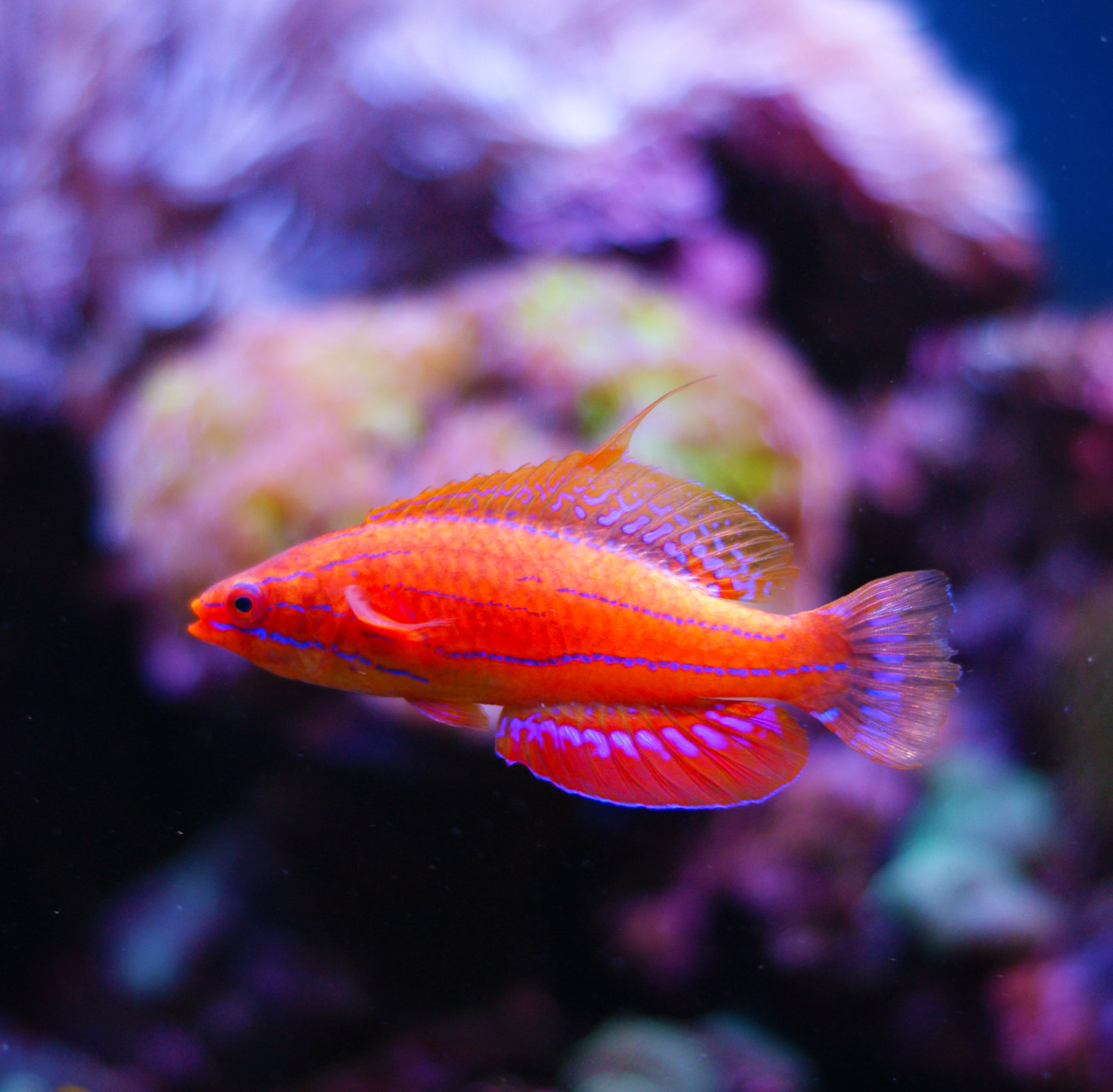
Paracheilinus carpenteri
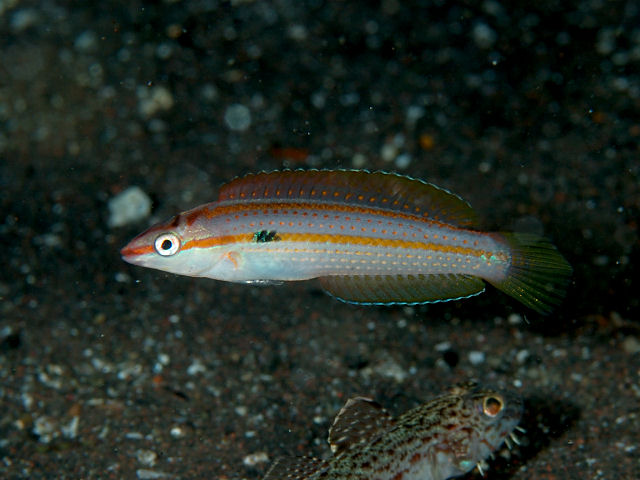
Parajulis poecilepterus
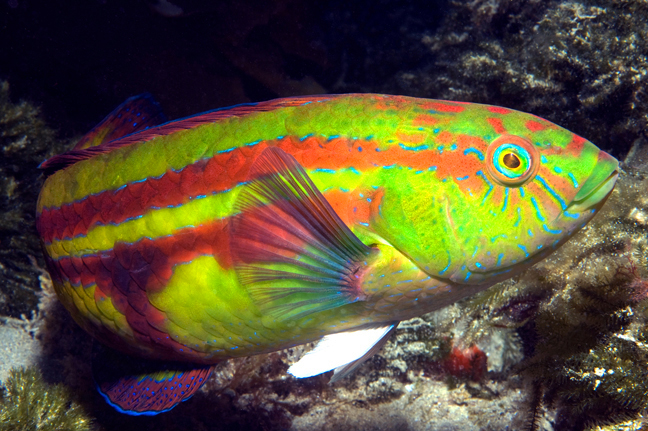
Pictilabrus laticlavius
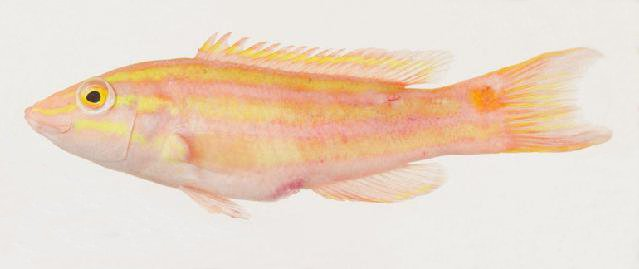
Polylepion russelli
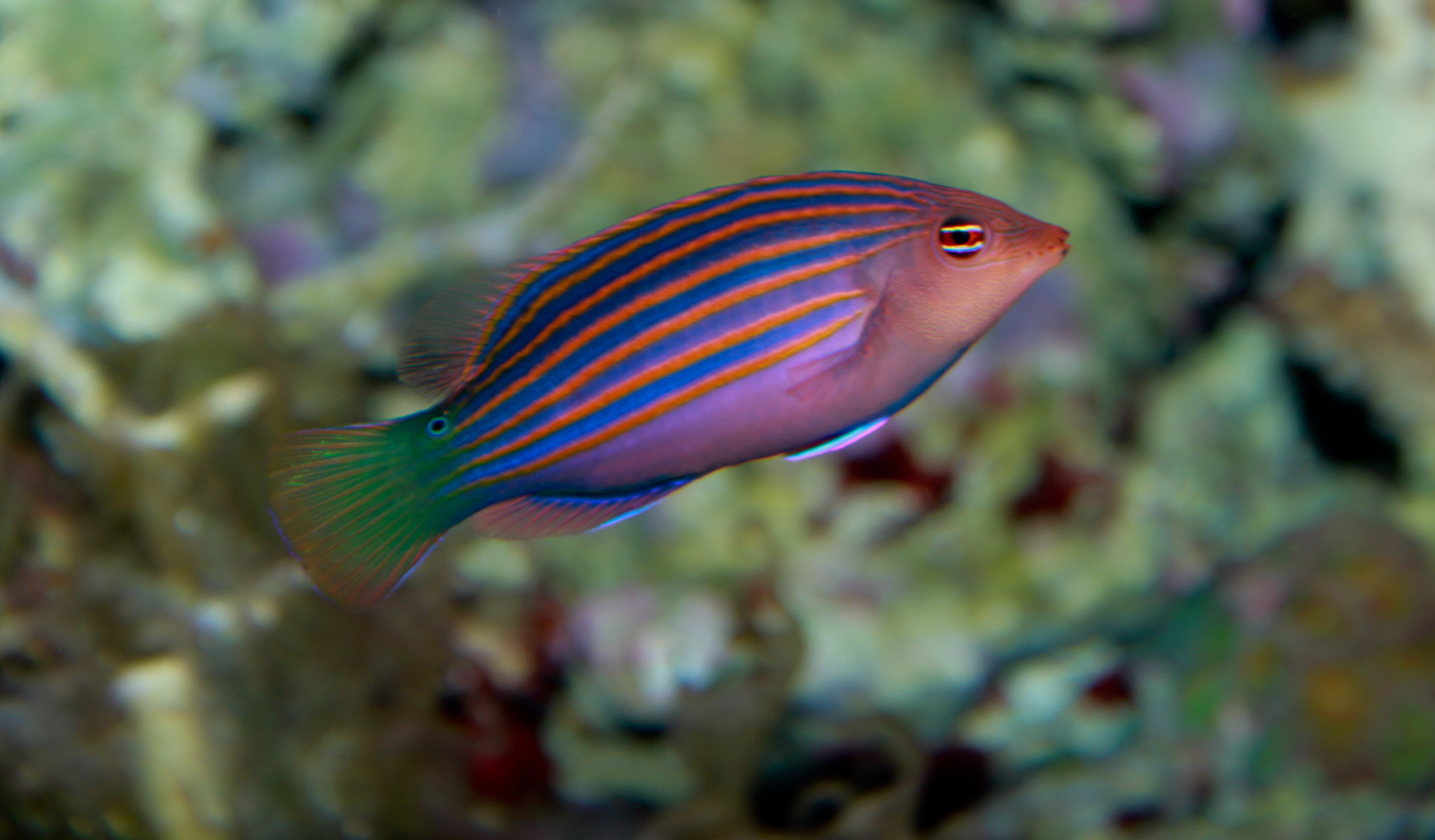
Pseudocheilinus hexataenia
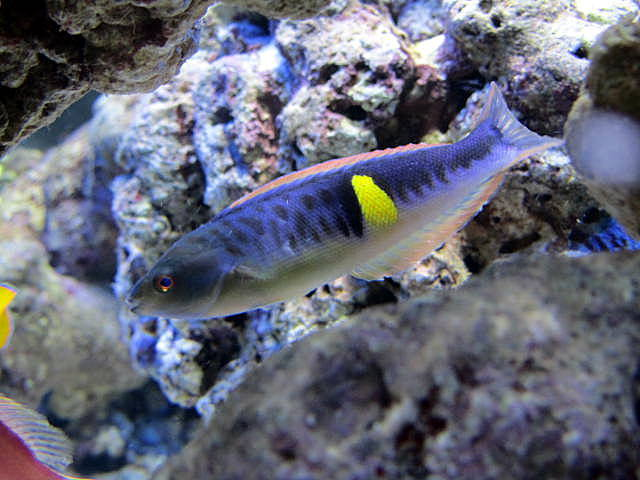
Pseudocoris bleekeri
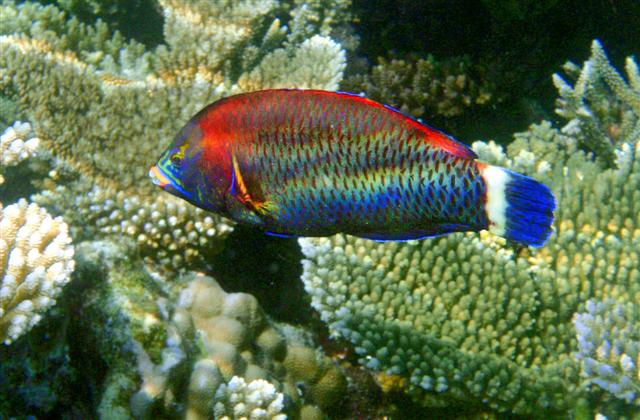
Pseudodax moluccanus
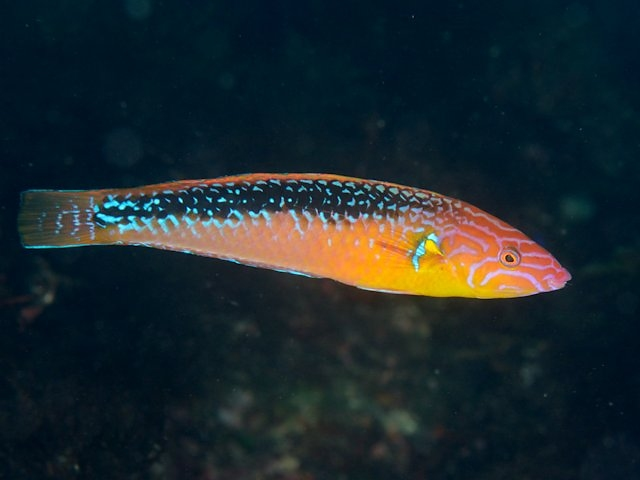
Pseudojuloides elongatus
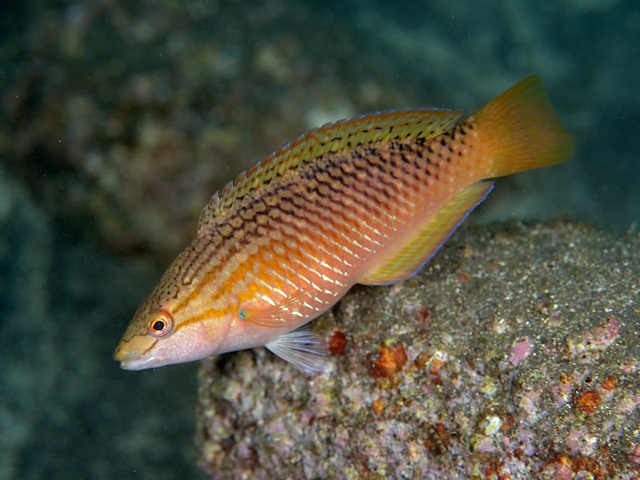
Pseudolabrus eoethinus
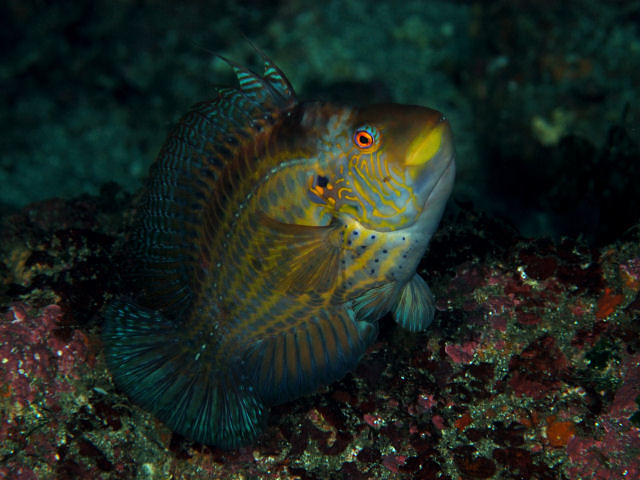
Pteragogus aurigarius
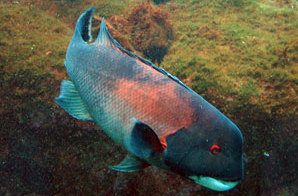
Semicossyphus pulcher
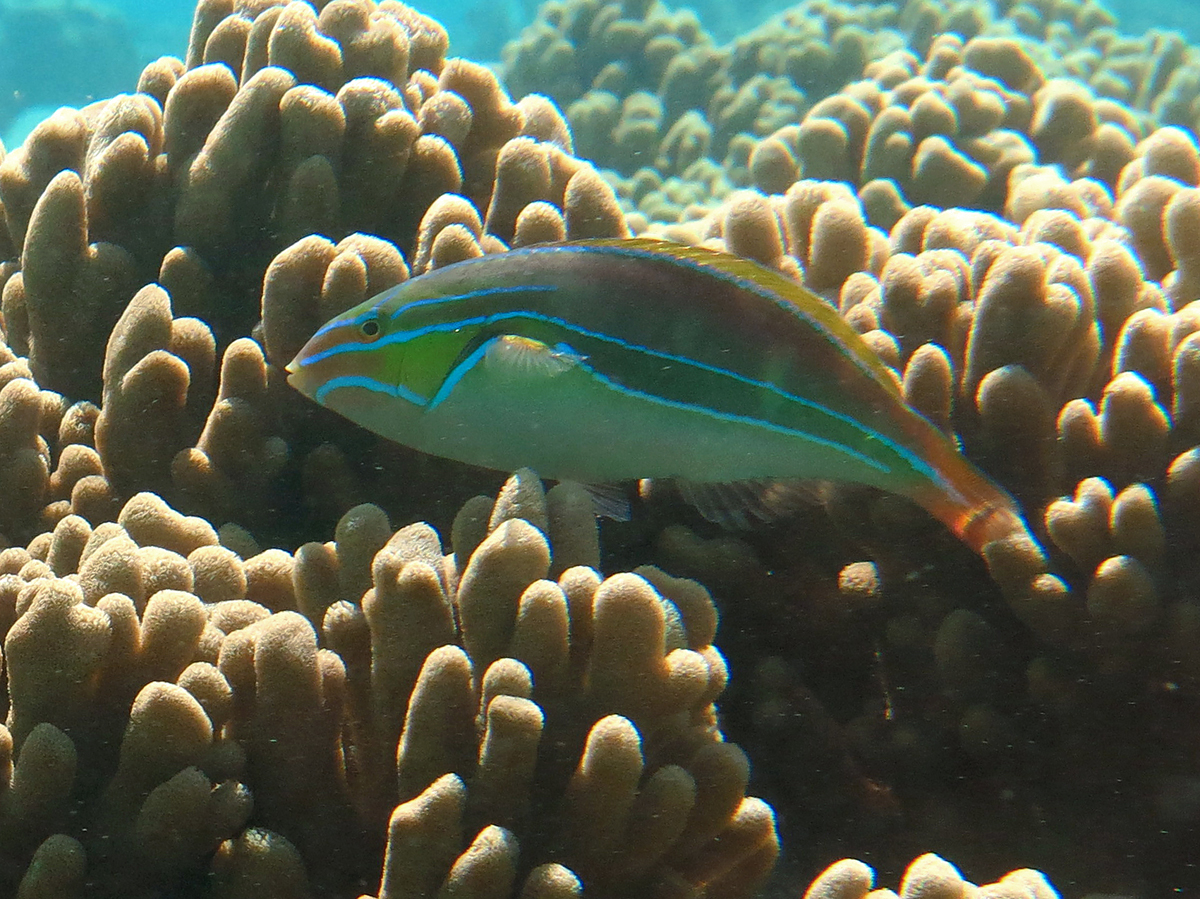
Stethojulis albovittata
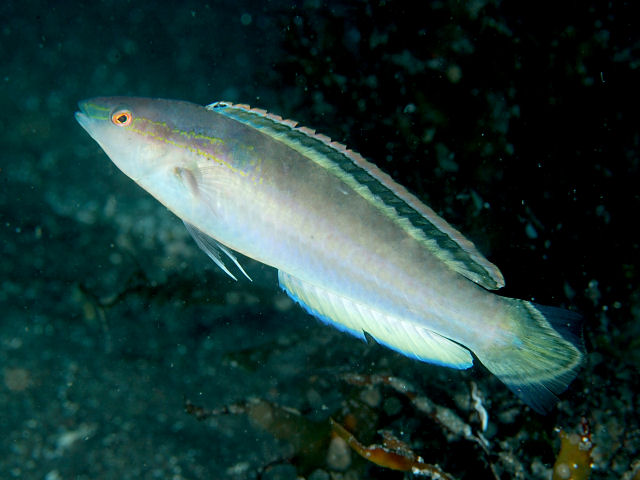
Suezichthys gracilis
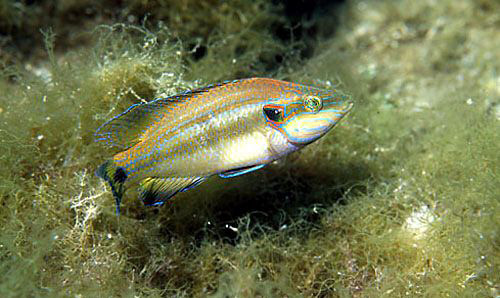
Symphodus ocellatus
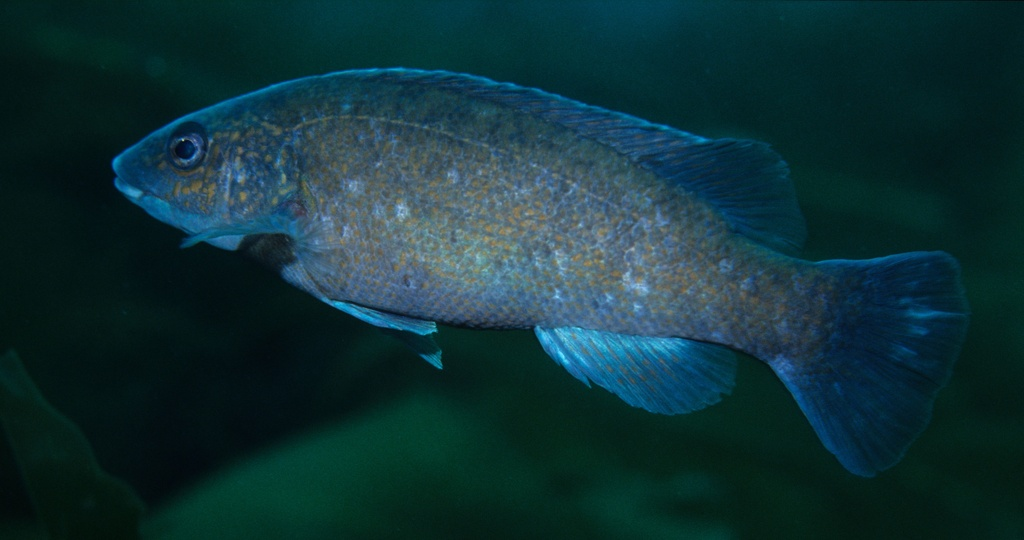
Tautogolabrus adspersus
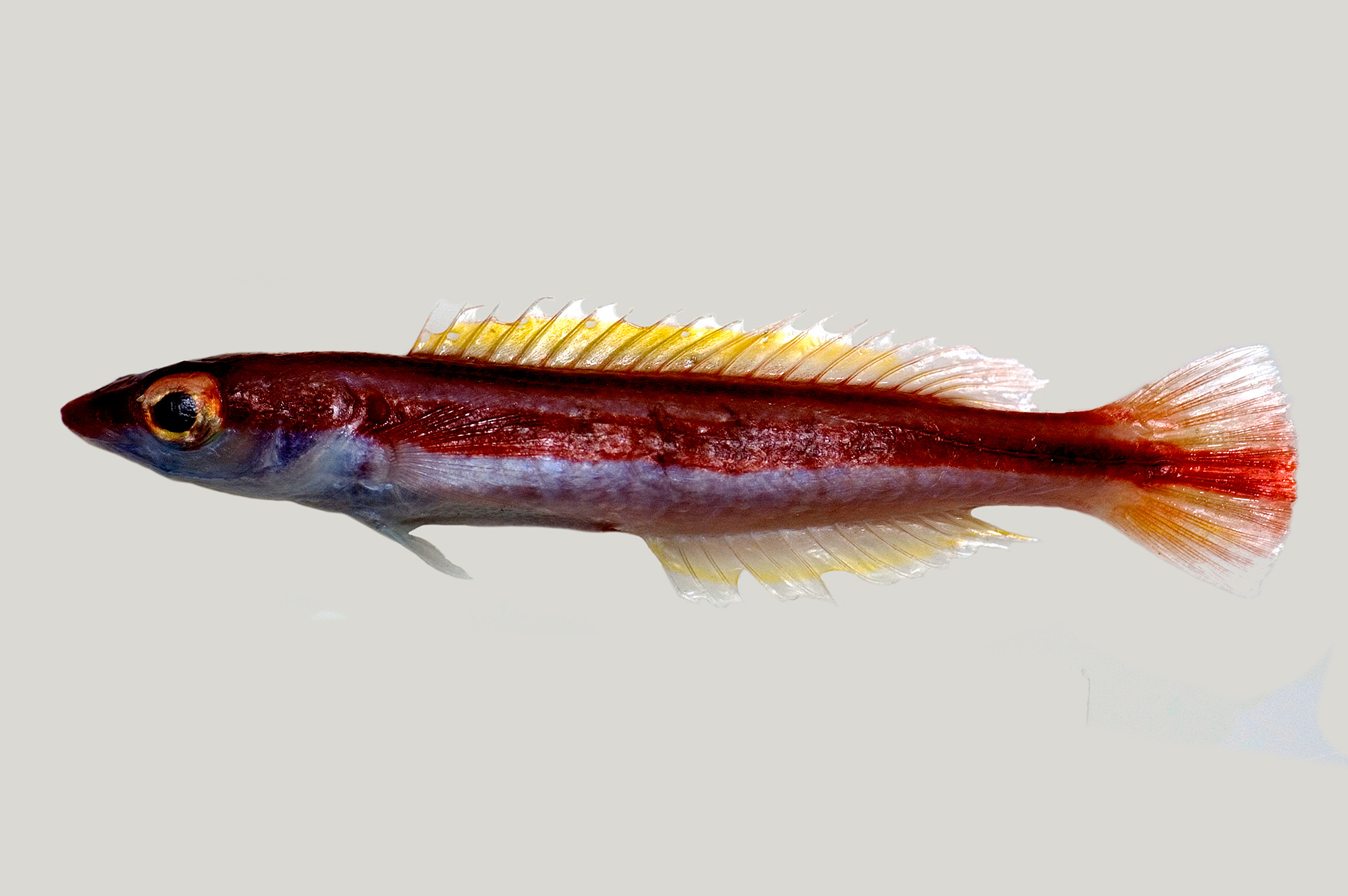
Terelabrus rubrovittatus
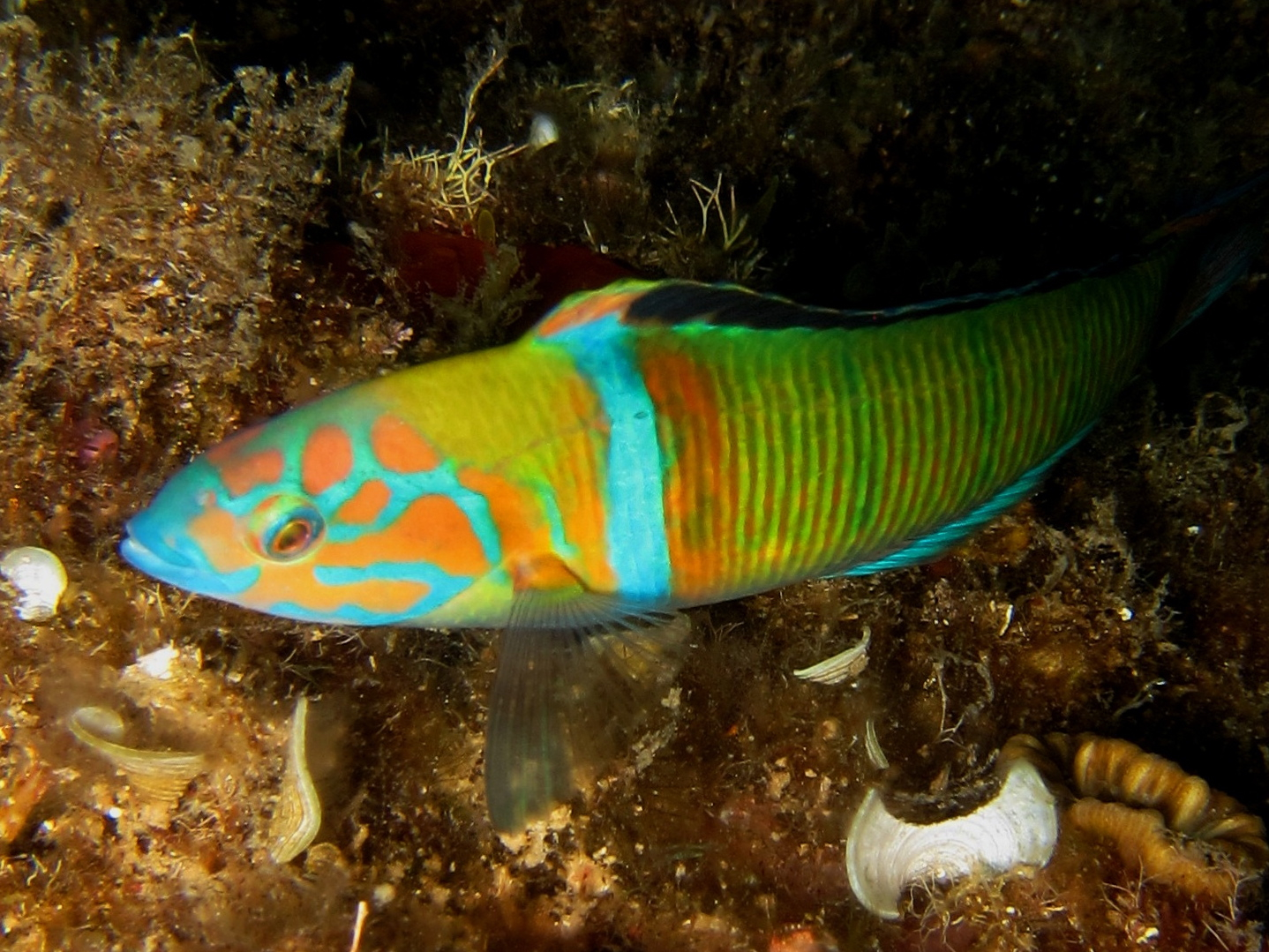
Thalassoma pavo
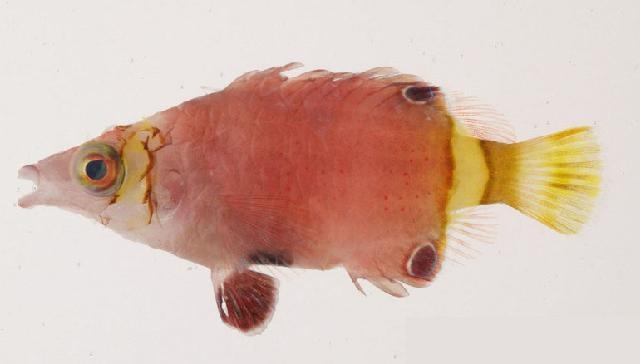
Wetmorella nigropinnata
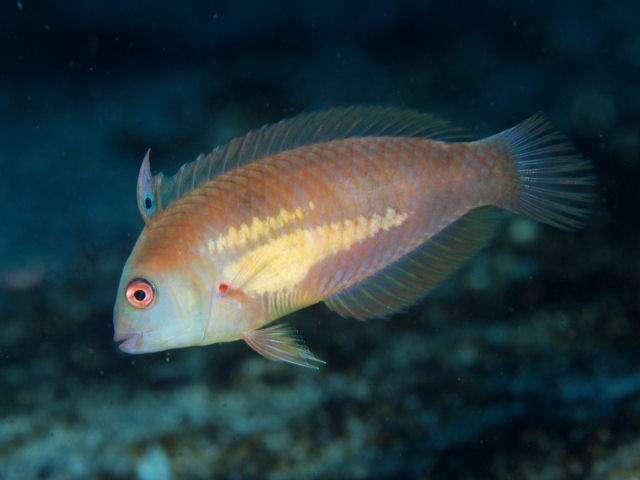
Xyrichtys sciistius